# 臺北機廠 (國定古蹟)

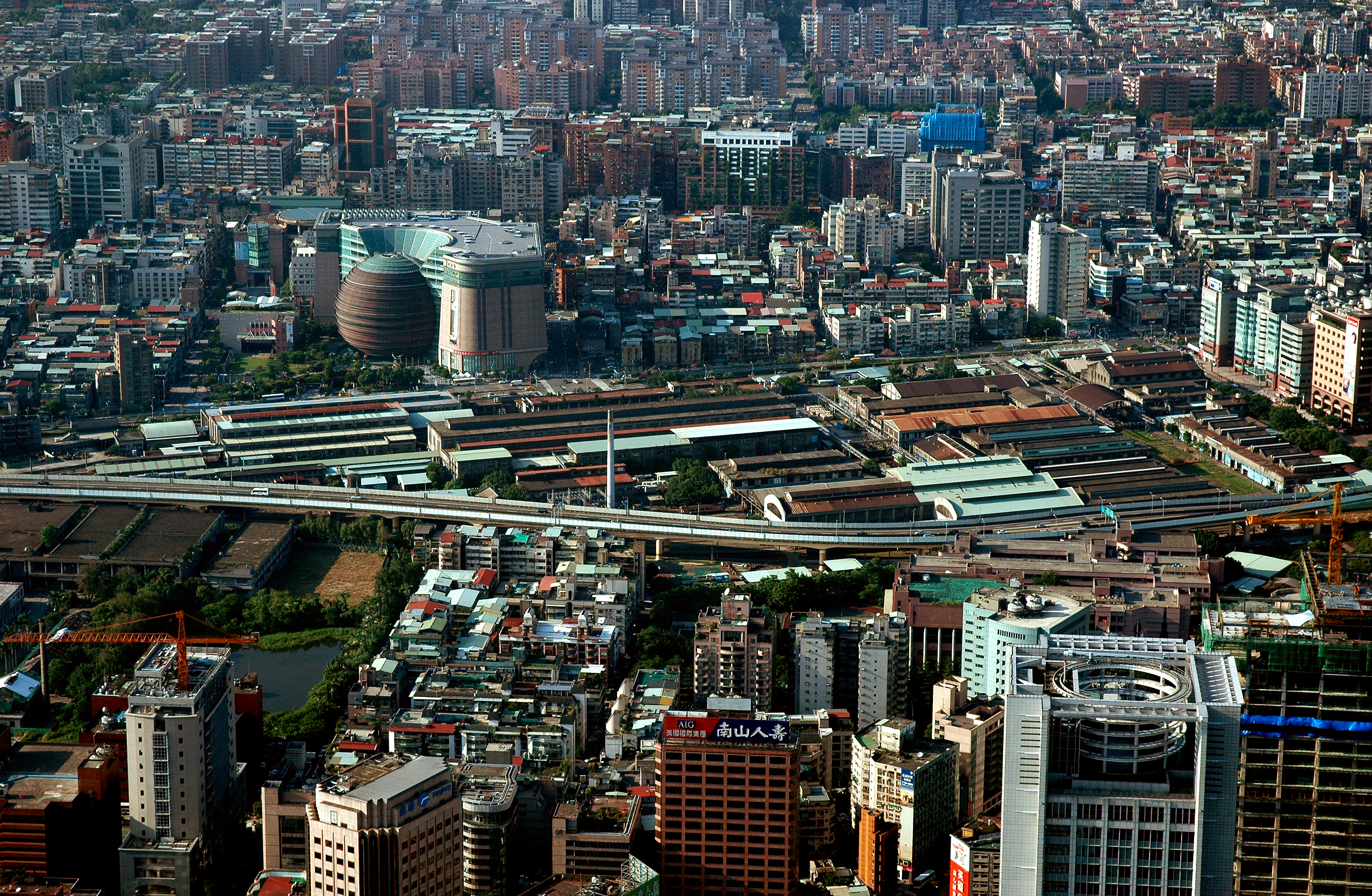
臺北機廠舊址空拍圖

國定古蹟臺北機廠位於臺灣臺北市信義區，為一處鐵路相關設施，於日治昭和10年（1935年）10月30日落成，最初作為「台北鐵道工場」使用。戰後更名為「臺北機廠」，成為臺鐵主要的車輛保養與維修基地，見證了臺灣鐵道發展歷程及跨世代工業技術的傳承。
2012年，臺北機廠遷至富岡車輛基地，原廠區在關注鐵道文化保存的人士奔走爭取下獲得全區保留，並於2015年3月15日被指定為國定古蹟，保存範圍為16.79公頃。2019年8月15日，國家鐵道博物館籌備處在此成立，現正進行場域與建築的分區修復及活化工程，並逐步轉型，以博物館的新面貌重現風華。

## 歷史

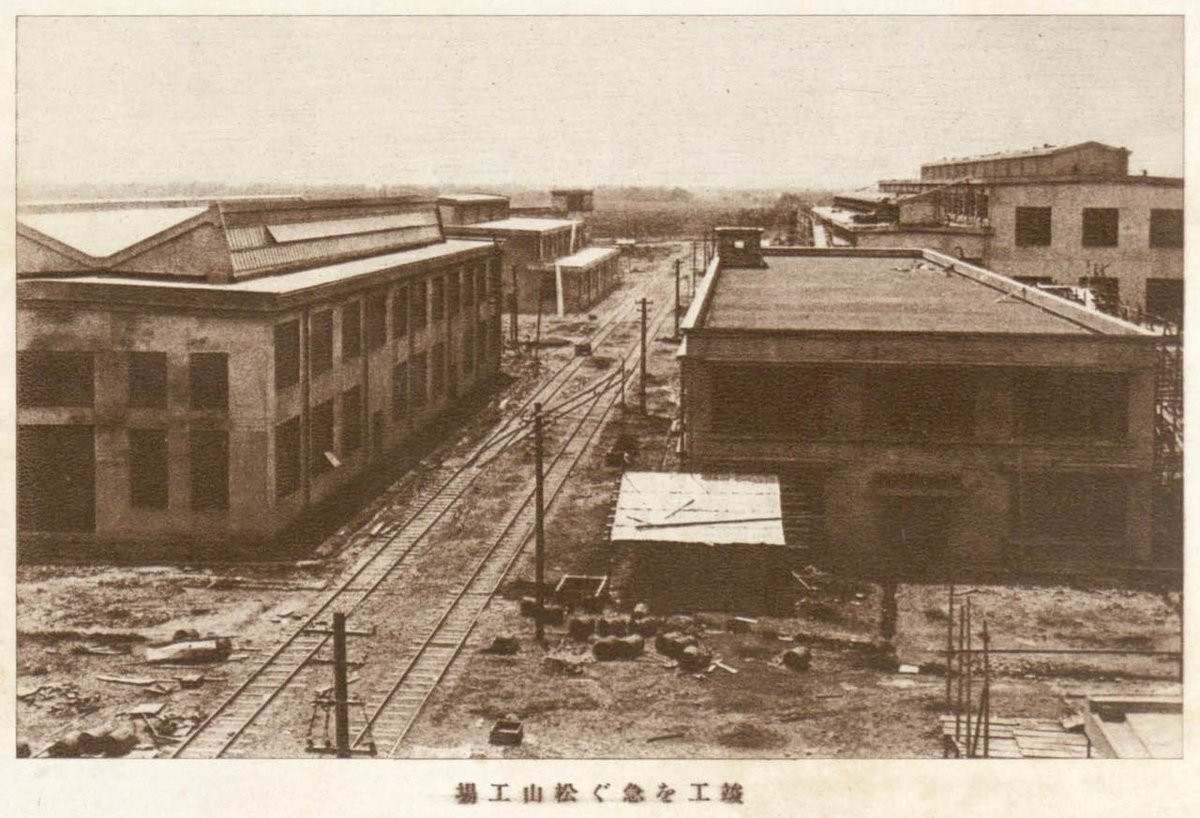
即將完工的臺北鐵道工場（攝於1933年5月）

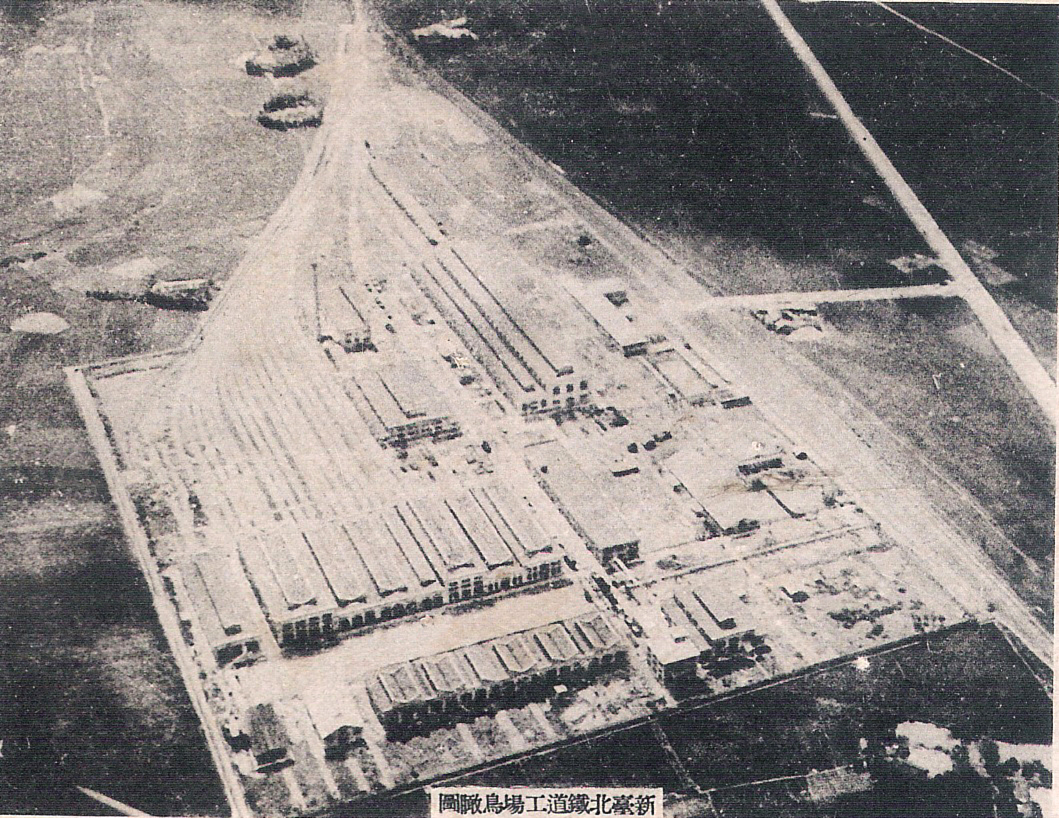
臺北鐵道工場落成時的空拍圖（攝於1934年）

臺北機廠的前身可追溯至1885年清代統治末期，當時劉銘傳選定大稻埕作為鐵路開工起點，並在今臺北市北門城外的鄭州路與塔城街一帶興建「台北機器局」。該機構的主要業務為製造兵器與鐵路機器，並兼營鑄造貨幣、修理船舶等工作。
1895年10月，日本時代初期，原「台北機器局」先被改稱為「臨時台北兵器修理所」，作為砲兵工廠使用。1899年，台灣總督府鐵道部成立，計畫全面興建臺灣西部縱貫鐵路，並挪用砲兵工廠部分空間作為「車輛工廠」，改稱「台北工場」。
隨著縱貫線逐步延伸至全臺，以及當時全臺鐵路車輛均須送至此地維修，腹地有限的維修基地面臨擴建需求。在考量不得與鐵路正線及相關設施距離過遠，並參照日本國內經驗、地勢條件、開發可能性及土地取得等因素後，選定縱貫線上的興雅作為新廠址，規劃佔地近20公頃的新廠區。新廠區內設有總辦公室、組立工場、鍛冶工場、客車工場、油漆工場等大型廠房，並暫以「新台北鐵道工場」稱呼，以與舊廠區區分。
1931年，新廠區工程正式動工，由時任工作課長兼運轉課長的日本鐵道工程師速水和彥統籌廠房配置；土建部分則由曾設計嘉義車站與台南車站的鐵道部改良課技師宇敷赳夫負責設計與監造，工程承包單位為大倉組（今大成建設）。本次興建工程歷時四年，於1935年完工，全廠總面積達193,912平方公尺，包含18座廠房及附屬建築，其中廠房面積共計57,200平方公尺。同年10月30日，新廠區落成啟用，正式命名為「台北鐵道工場」，成為當時臺灣鐵路車輛規模最大、功能最完整的維修基地。
戰後，全台鐵路因戰爭損壞嚴重，台北鐵道工場也受到美軍幾次轟炸，所幸建築物主體並無嚴重受損，工場員工得以全力維持工場及協助恢復鐵路運作，於1945年先成立鐵路管理委員會，至1948年正名為臺灣鐵路管理局，工場更名為臺灣鐵路管理局臺北機廠。1950年韓戰爆發，美國持續金援臺灣，臺北機廠在此援助計劃中新建了柴電工場與新車工場。
1997年起，臺北機廠重新修復多輛蒸汽火車頭，這段時期的編制為電力、柴電、車輛、修製4大場區與12個工場。隨著時代演進，都市環境變遷，臺北機廠因應鐵路地下化、台灣高速鐵路營運路線等規劃，維修作業在2013年遷移至桃園楊梅富岡車輛基地後，舊廠正式走入歷史。

### 機廠搬遷
當時的臺北市鐵路已經地下化，機廠搬遷未定，而連接臺北機廠的出土段路線與台灣高速鐵路「臺北─松山」地下段南隧道形成平面交叉，該路段隧道已確定須於2011年6月前交付給台灣高速鐵路施作高鐵相關工程，故維修重心必須遷出。廠區新址遷至桃園富岡同時新建新富車站，南向進廠側線北湖車站計畫，廠區業務規劃分割為三個部份，新車及車廂維修業務轉移至臺鐵潮州車輛基地，電聯車日常檢修移至臺東機務段。而臺北機廠原址計畫開發商業中心、商務旅館和住宅區。
2011年8月，所有待三級檢修（全檢）車輛的階段性檢修作業完成，部份設備持續移至富岡基地。之後列車車輛的三級檢修（全檢）作業，暫改所屬臺北機務段負責；機廠僅負責引擎、馬達等由列車卸下之大型組件重點維修工作，當時是由鐵路運送至七堵調車場，再經公路由卡車運送至廠區維修。
2012年1月31日，臺北機廠與松山車站間之連絡線（機廠側線）正式停用並拆除，機廠員工上下班通勤列車及臺北市區僅存地面月臺走入歷史。
2012年6月，完成遷出並終止運作，與此同時臺北機廠的保存行動全力展開。

### 保存運動
2012年，臺鐵局提出「臺鐵臺北機廠再開發計畫」，當時的行政院經濟建設委員會（現在的國家發展委員會）對於臺北機廠的資產活化也希望以「藉由土地處分財務之挹注」協助台鐵局解決負債，後續擬與臺北市政府協議另案辦理。
2013年，臺北市文資審議公告，增加組立工場、鍛冶工場、原動室為市定古蹟，總辦公室、客車工場及柴電工場等3棟建築物為歷史建築，另外同時保留鐵軌、吊車臺等鐵道地景。2013年年底，臺北市政府受理台鐵局申請「臺北機廠都市計畫用地變更審議案」，計畫變更北廠用地為創意文化專用，包括美術館第二預定地，在舉行的都市計畫變更說明會中，當地居民、護樹團體、文史團體、鐵道迷均到場參與。說明會後，民間團體合作成立「臺北機廠文史守護聯盟」，積極展開北廠文資保存行動，包含召開記者會、夜宿北市府、導覽及社區合作等等，訴求臺北機廠全區保留。
在「臺北機廠文史守護聯盟」的一連串行動努力之下，2014年臺北機廠議題打進立法院，獲得時任立法委員管碧玲與鄭麗君大力推動，立法院教文會做出決議，要求台鐵在一週內向文化部提出指定國定古蹟及登錄文物資產保存計畫，而臺北市政府不顧委員會決議，於9月25日逕自通過都市計畫變更，將北廠工業用地變更為特地專用區，同時刻意會同文化部舉辦為期一個月的「靚·北廠－103年臺北鐵道文化節」，時任市長郝龍斌出席遭文資團體質疑。
2014年10月，管碧玲持續要求內政部都更委員會應於臺北機廠古蹟審議定案後，才可以辦理都市計畫審議，而台鐵局則發文至文化部，表示沒有意願提報國定古蹟審議，只是遵照立院指示辦理，文化部至此依舊無法進行文資審議，至11月柯文哲當選新任臺北市長，情勢得以轉寰，柯市府團隊將郝市府通過的北廠變更案按下未送。2015年1月管碧玲於立法院院會的國家總預算主決議中，要求台鐵應行文表明遵照立法院交通委員會先前之決議。3月15日，文化部正式召開台北機廠國定古蹟審議，依《文化資產保存法》決議，將全區指定為國定古蹟，與會委員全體通過，審議結果得到柯市府完全支持；4月16日文化部公告臺北機廠登錄為國定古蹟。

### 未來動向
雖然臺北機廠在文化部和台鐵局的搶地行動結果獲得全區指定保留，但是在文化部正式進駐的2017年7月之前，北廠進入了權責不明的空窗期，廠內文物點交前文史聯盟希望能進入協助分類整理打掃都遭到台鐵局拒絕，這段時間的台鐵局態度強硬，一度傳出不願意配合未來博物館化的修復與典藏，要任何典藏車輛只能修復遷廠時沒帶走的報廢車輛。
2017年2月交通部與文化部簽訂「臺北機廠鐵道博物館合作備忘錄」，需付給台鐵每年新臺幣5.9億元作為未能商業開發的補償租金。同時文化部在館藏部分尋求海外協助，11月15日JR東日本公司贈與剛退役的兩輛モハネ583系電聯車車廂抵達台灣。另外，大力推動臺北機廠全區保存的文史聯盟，在「臺北機廠籌備小組」成立之後，曾短暫地繼續合作參與文化部培力計畫，但在理解到彼此對「公民參與」的差異以及公家機關的侷限之後，於2017年底結束合作暫時轉場。
2019年8月15日，國家鐵道博物館籌備處揭牌成立。經過多次溝通，台鐵局較為清楚北廠未來動向，原本強硬的立場漸漸軟化，年底台鐵局與籌備處合作展開「二十輛珍貴典藏車修復案」，另外也談定一口價降租金為新臺幣3.33億元共6年（至2026年）。
2022年「臺鐵公司化草案」裡，計畫將台鐵三塊土地成立償債基金，其中之一即為臺北機廠。鐵博刻正進行修復計畫的所有預算來源是行政院「活化轉型計畫」所核發的特別預算，待2026年計畫階段結束後，2027年起將要進行組織行政法人化，成立國家鐵道博物館行政法人，將與交通部共同研擬設置條例。
2023臺灣文博會期間，鐵博館籌備處則首度限期開放總辦公室、澡堂、鍛冶工場、客車工場等4大展區。
2025年，國家鐵道博物館第一階段於7月31日開館，開放電工場、總辦公室、技工養成所等6處古蹟建築開放公眾參觀，貫穿鐵博館園區長達335公尺的南北通道亦開放行人通行。

## 設施
早期鐵路車輛多使用蒸氣維修車輛，建築本體以大片開窗增加採光及通風，加速空氣對流，工廠建築群本體以现代主义建筑的機能與合理主義的設計，為鋼筋混凝土、鋼骨混凝土、預力混凝土及鋼骨等構造。
臺北機廠設有人事室、會計室、政風室、總務室、勞工安全衛生室，並另有技術組、工作組、松山材料所，並劃分12座工廠。廠區最初主要負責保養及維修電力機車、電聯車、柴電機車，進行車輛之改造更新工程。全盛時期廠區內超過2000名工作人員，隨著運輸業務擴充及車輛數增加，維修工作逐漸分散到臺鐵各地機務段。1963年曾標得泰國100輛不銹鋼守車之國際採購案，1965年完成出口。
「活的鐵道博物館」是鐵博籌備處的規劃中心，所有的建築將以延續臺北機廠原本任務，並以活化展示為最大目標進行修復工程。

### 總辦公室

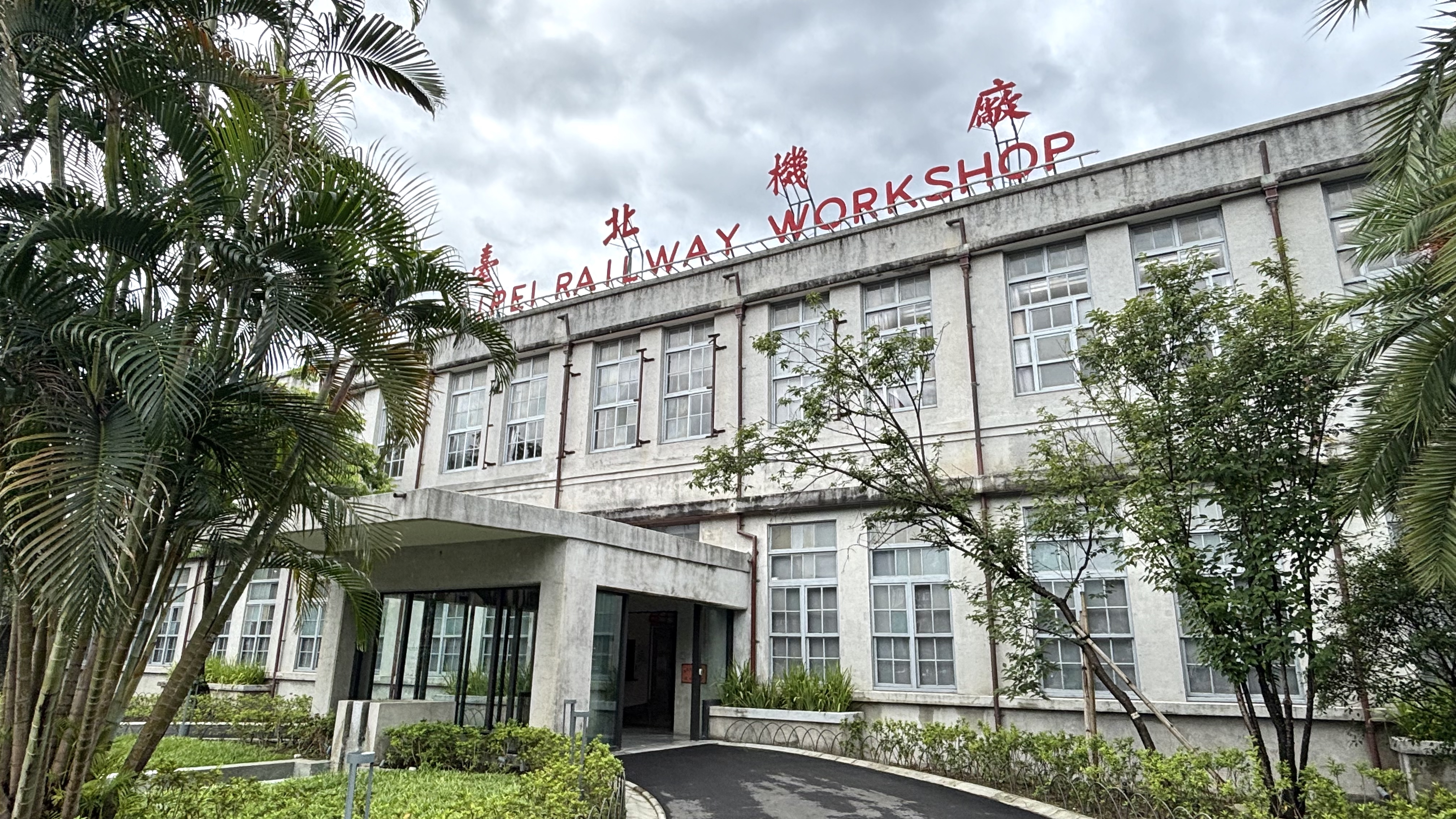
總辦公室今貌
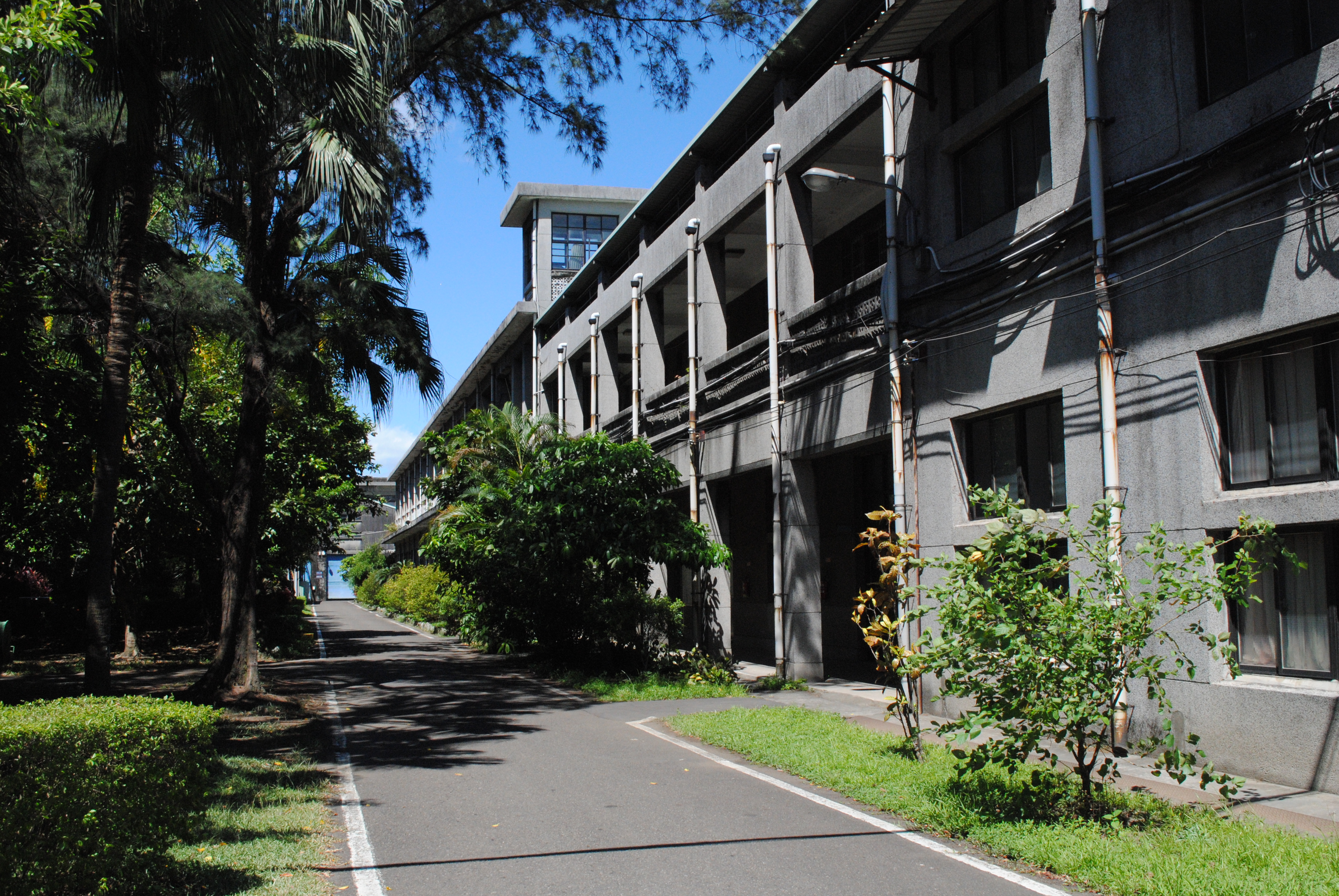
總辦公室
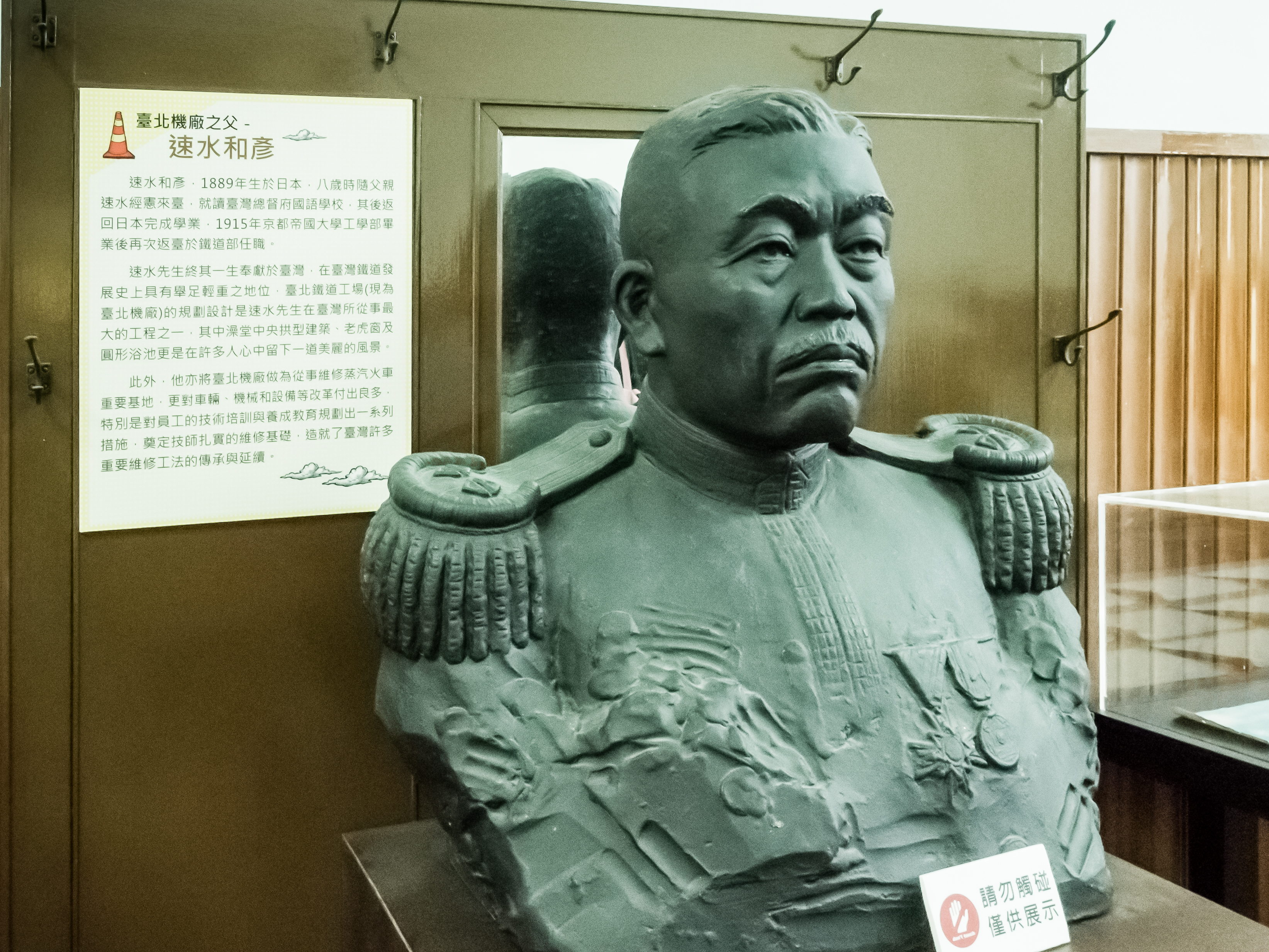
原位於總辦公室的速水和彥半身像

總辦公室為臺北機廠管理官員的辦公室及行政區域，於1935年落成，時為一層樓建築，北向正面入口有車寄及長方形噴水池，一樓廊道的圓拱梁為其特色，並於多處呈現裝飾藝術（Art Deco）的風格，1966年擴建加蓋的二樓，整體結構採水平梁和點焊鐵網空心磚結構，為現代主義風格，屋頂上標誌著「臺北機廠」四個字。2019年6月10日開始進行修復工程，於2023年9月文博會期間對外開放。
前庭原先有一座速水和彥的銅像，隨機廠搬遷移至富岡車輛基地存放:65:21。

### 大禮堂
大禮堂位置原址是早期的員工食堂，因不敷使用於1965年拆除重建，正式名為「文康中心」。作為員工餐廳、廚房和集會的場域，地下室有桌球場等，為休閒調劑中心。大禮堂的建築特色在於屋頂由中國力霸鋼架股份有限公司所承建的鋼製桁架構造，屋頂架構上於中央頂部使用鉸接的方式，保有位移彈性，使屋頂結構能免於熱脹冷縮而互相影響。
2019年工程中，該建築的結構和設備進行修復，在東側區域恢復餐廳功能。整體工程於2022年完工。

#### 員工澡堂

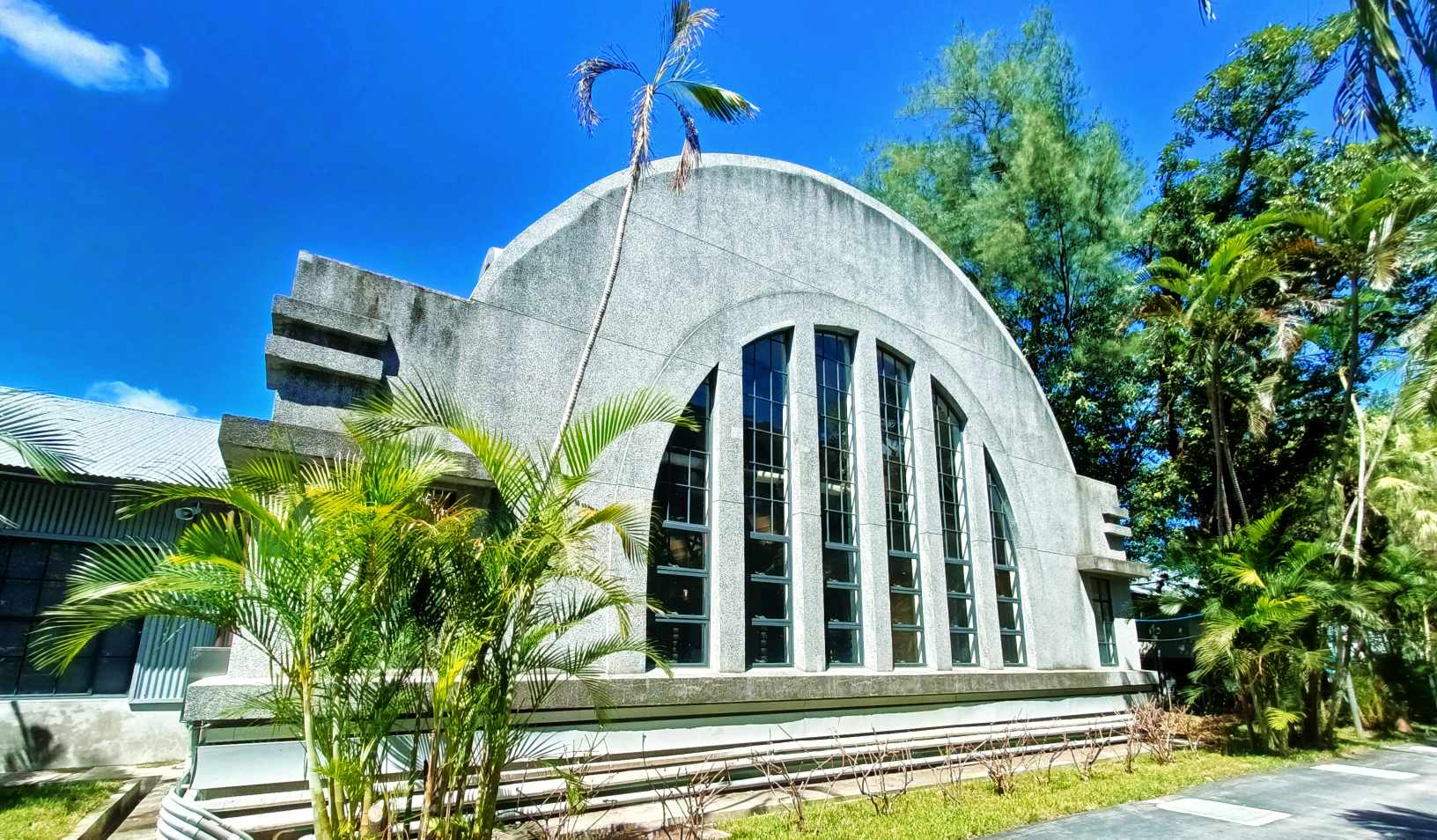
2023年的員工澡堂
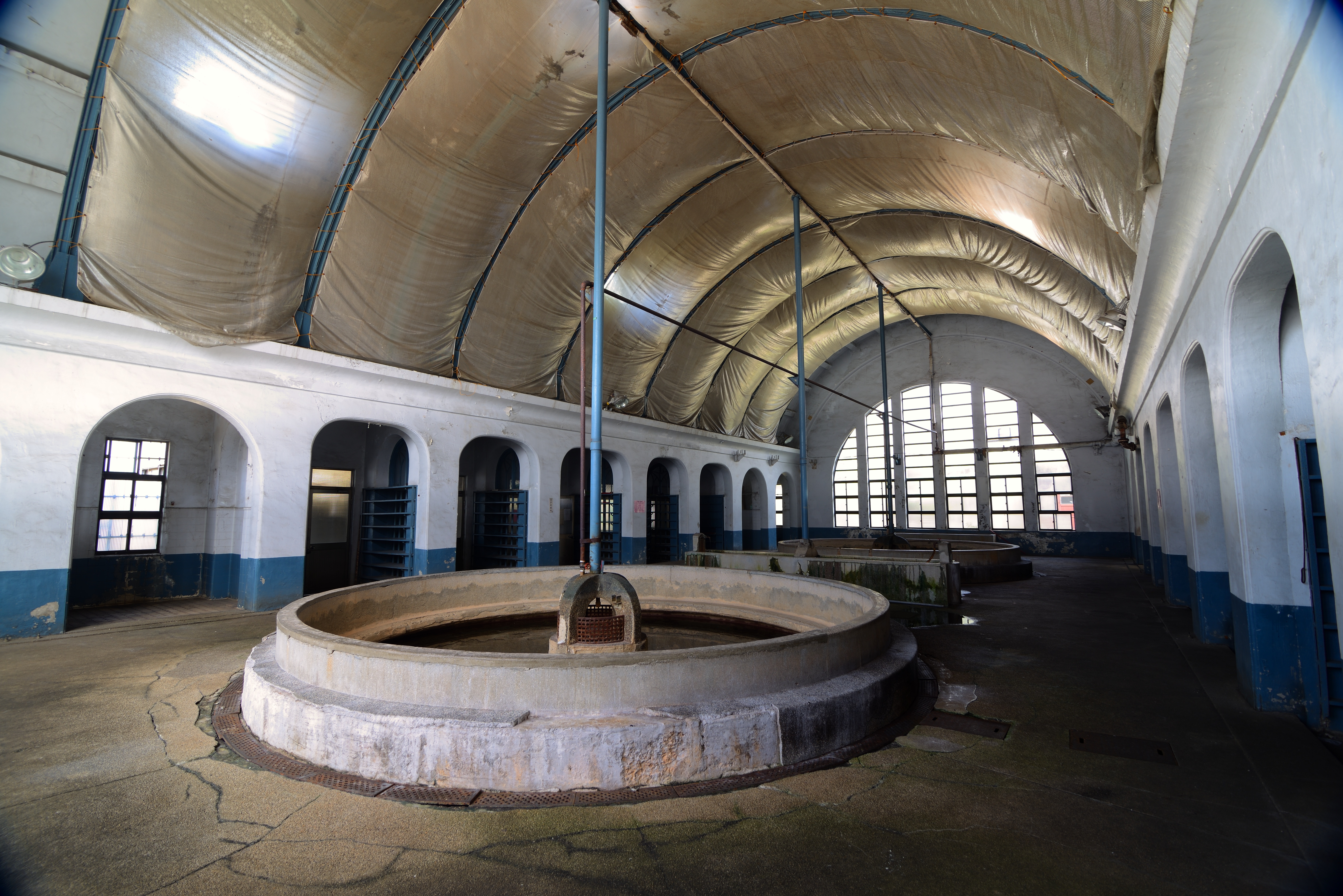
關爐停止運作，待修復前的台北機廠員工澡堂
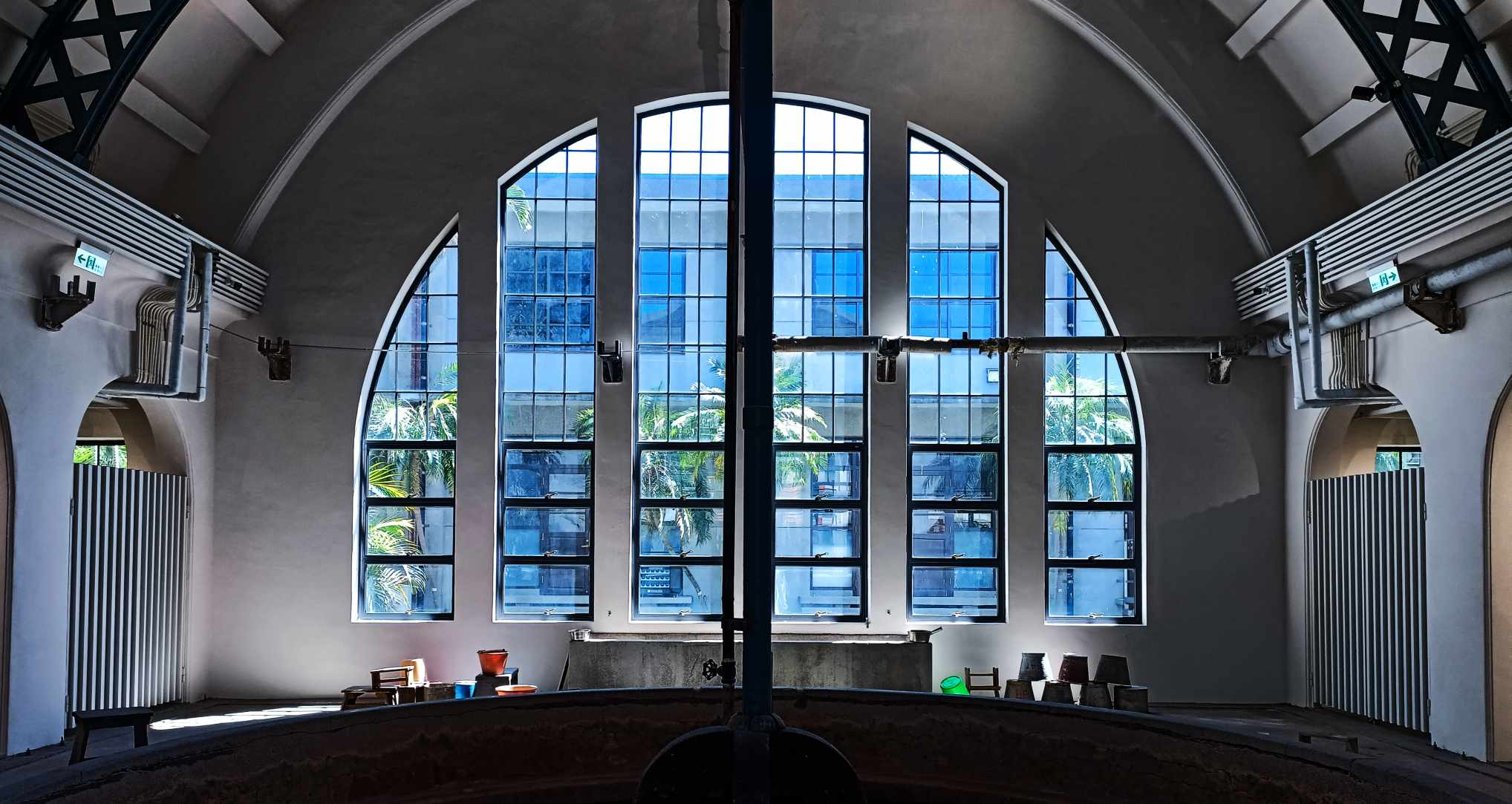
修復完工後的員工澡堂內部
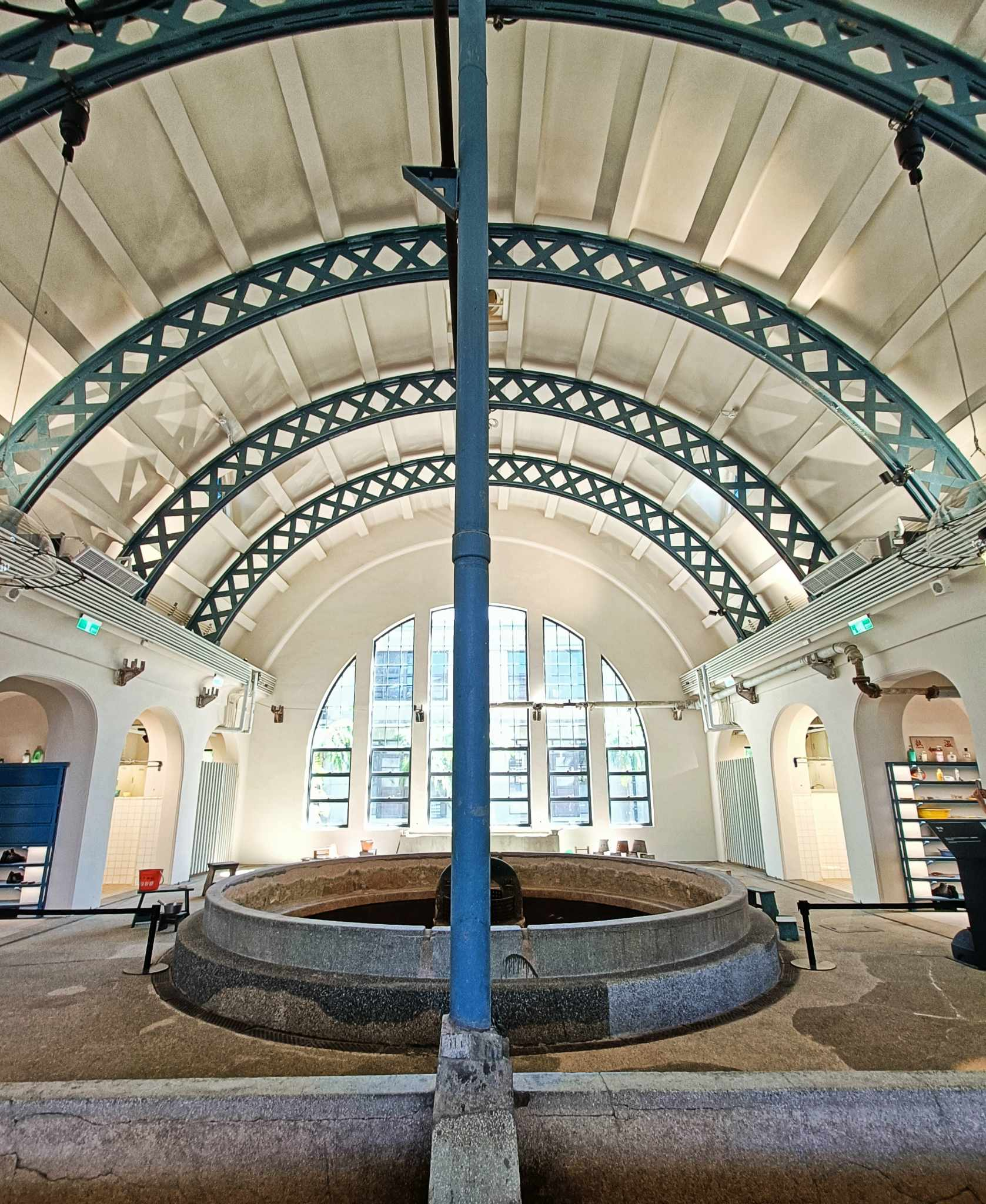
修復完工後的員工澡堂內部

為廠區內1935年落成建築物之一，設計風格受現代主義影響，建築外觀呈現半圓筒形造型。挑高的設計結構包括老虎窗，南北立面則配置大面積玻璃拱窗以提供採光。浴池使用原動室鍋爐產生蒸汽，並通過管路輸送到浴池加熱，澡堂的兩側更衣區結構相似，由六組芬克桁架（英語：Fink trusses）和H型鋼組成的鋼結構支撐載重。中央更衣室設有洗手台提供員工清洗衣物。2000年5月1日臺北市指定為市定古蹟，為全區最早有古蹟身分的建築曾被用作電影《天台》的拍攝場景，周圍區域在2014年成為電影《露西》的拍攝地點。
2019年6月10日，文化部舉行總辦公室及澡堂修復工程典禮。2022年修復工程完成後，於2023年開放常態參觀。

### 組立工場

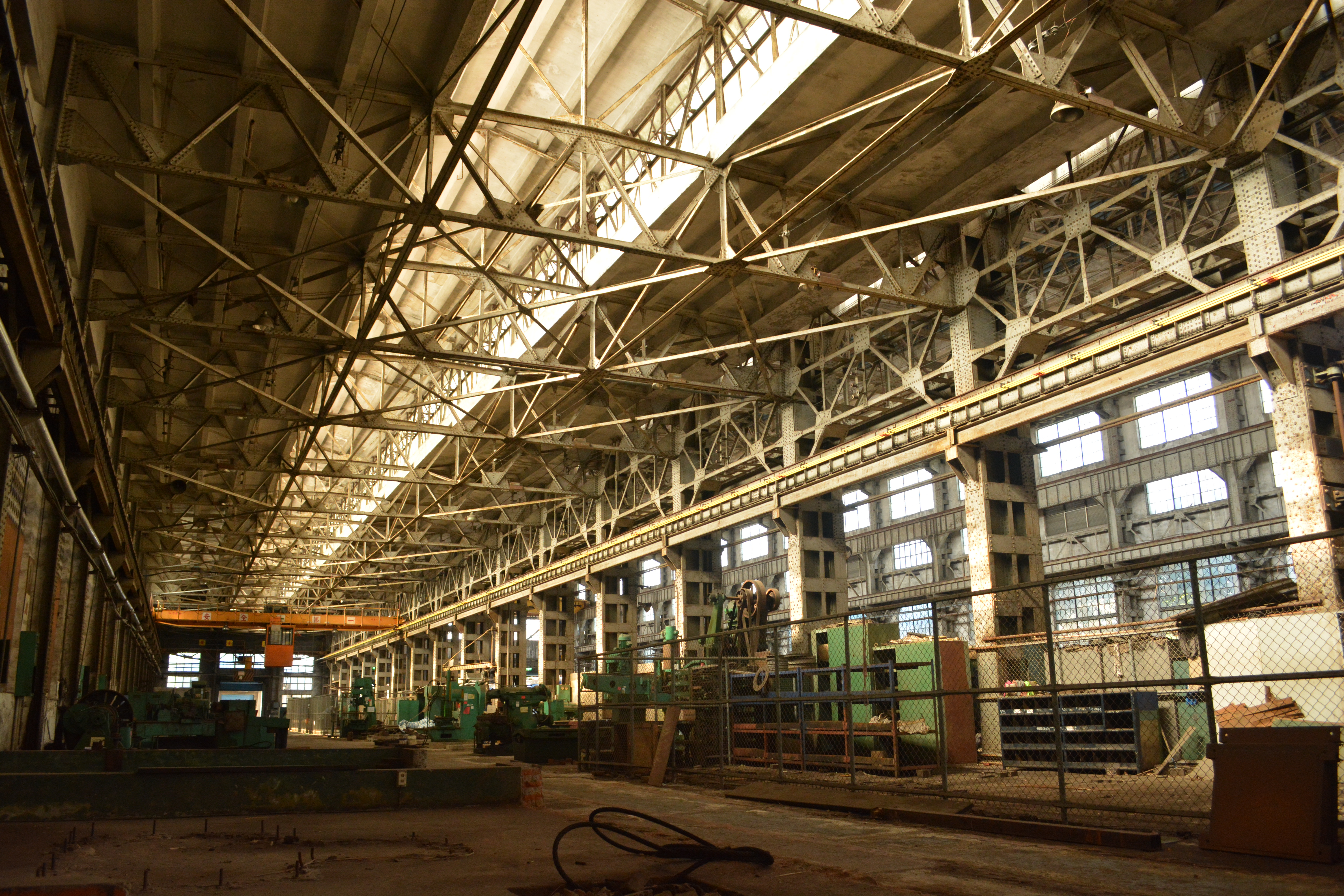
組立工場一景
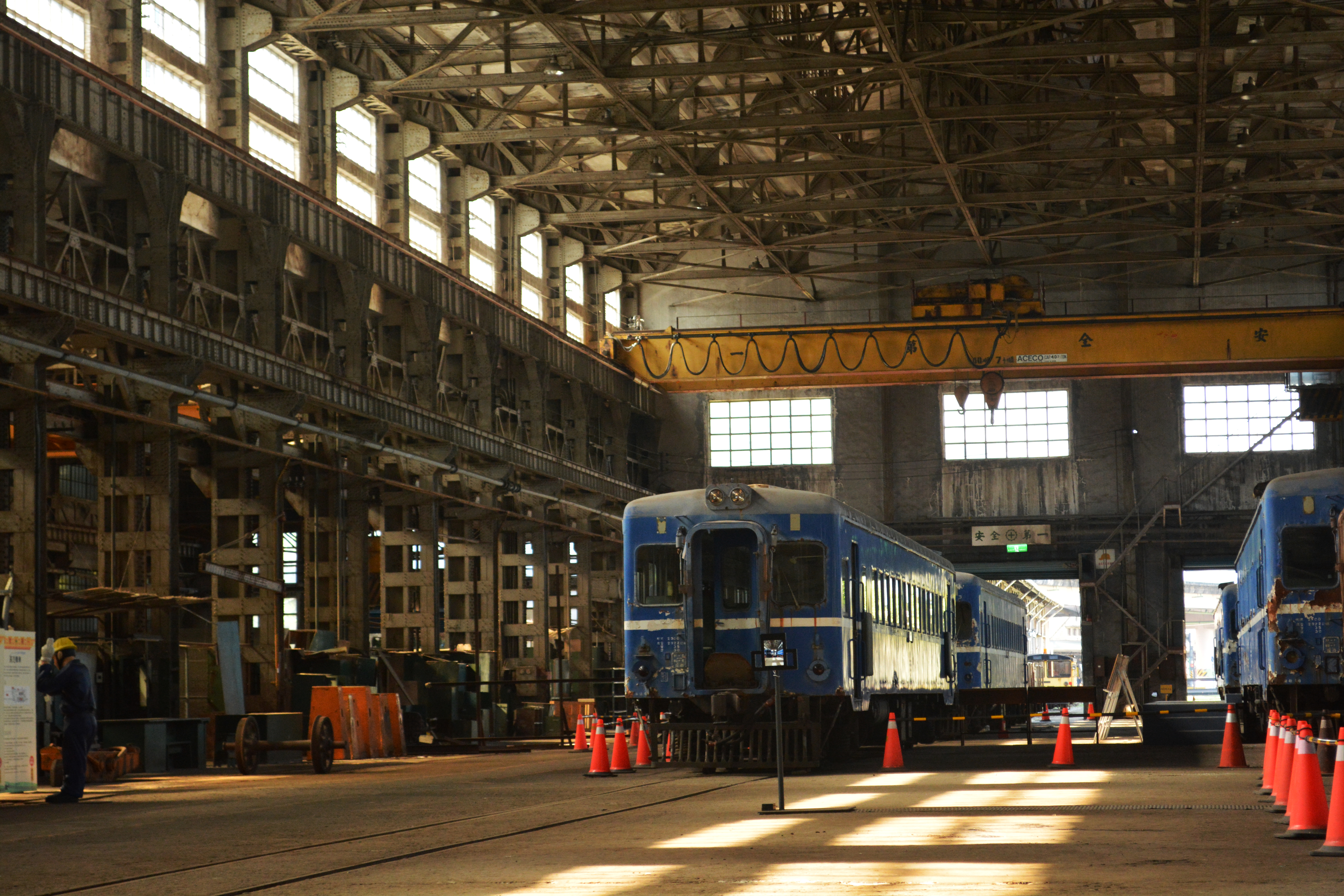
組立工場一景
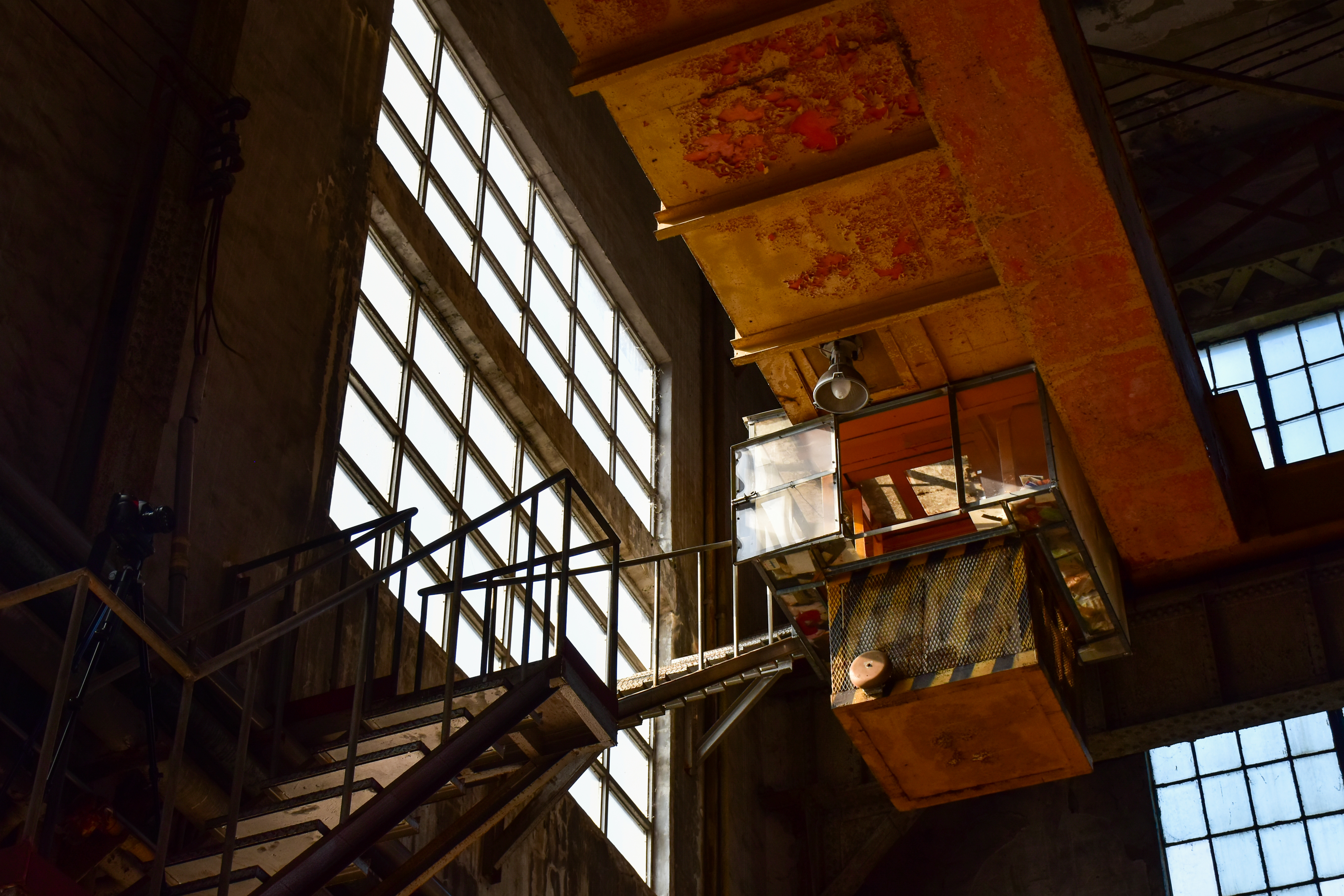
組立工場的天車
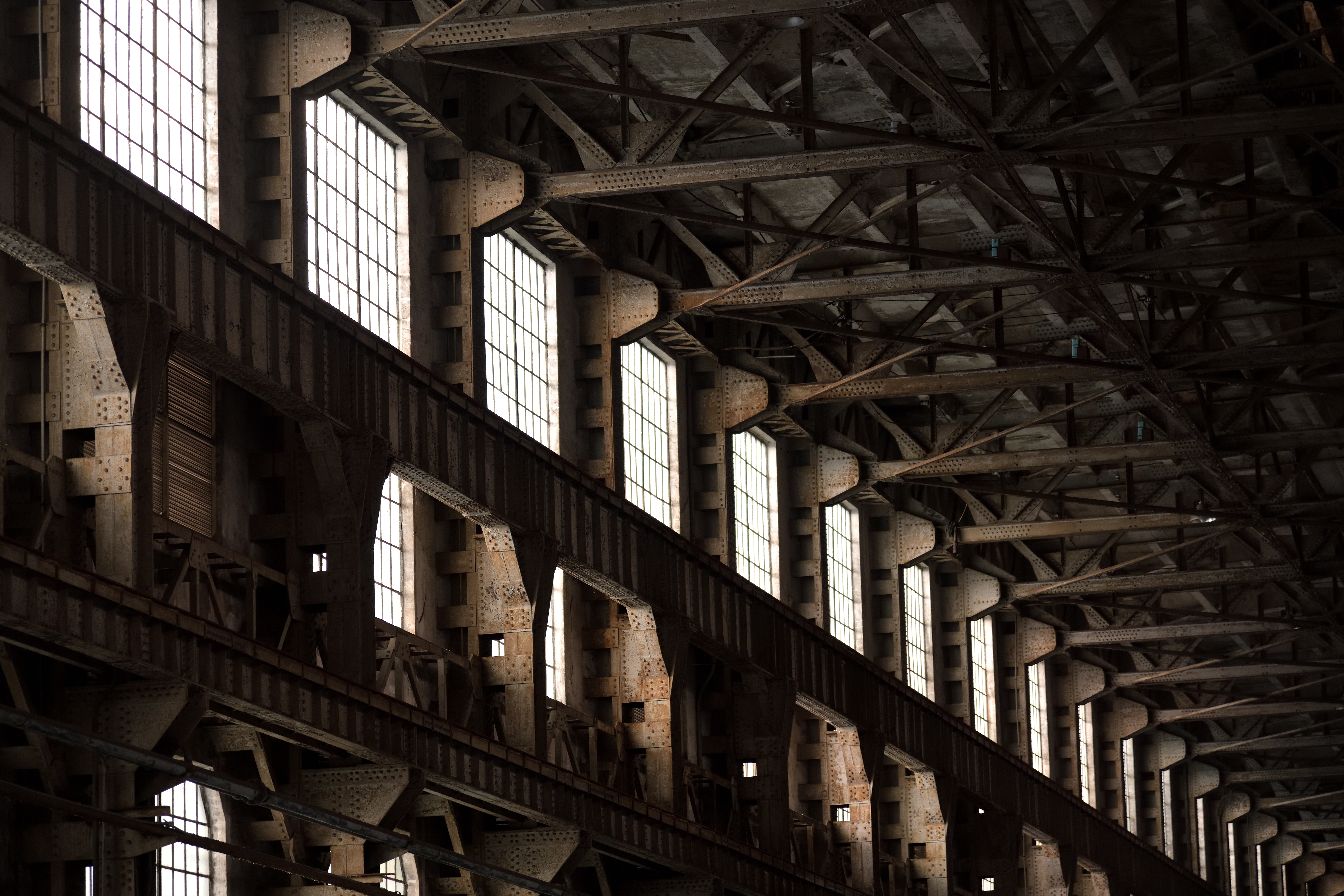
組立工場的鉚接鋼構桁架

組立工場於1935年啟用，工廠主由一大一小兩部分組成為母子工場，大的是組立工場，小的為機器工場。並在1954年增建機車整備室，及1970年代擴建的電一工場、工機工場。該設施最初進行蒸汽機車的檢修工作，後期業務則轉向維修電力機車，機器工場則部分運作。

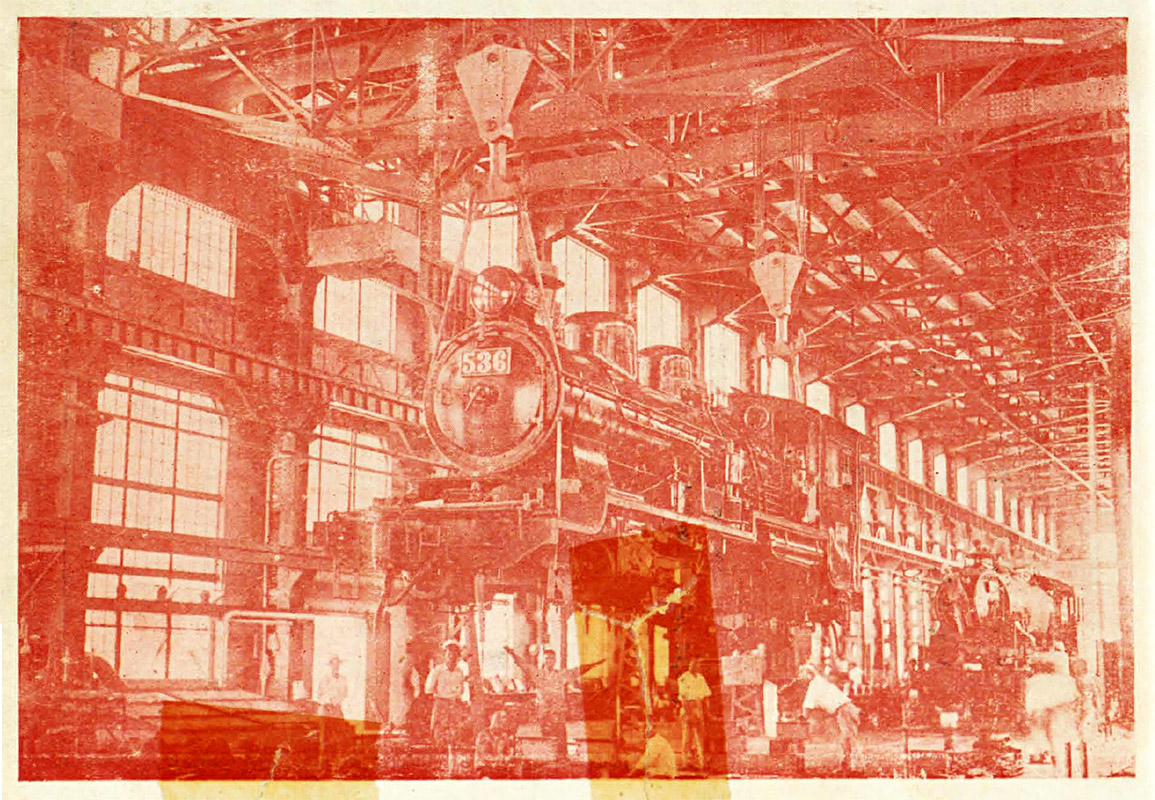
1935年10月落成時的組立工場

結構設計部分考慮車輛尺寸、吊掛高度及維修機具，因應防火與耐震的考量，鋼構桁架以角鋼、鋼鈑和鉚釘、配上H型鋼組合鋼柱和屋頂桁架，採用鋼筋混凝土建造壁體，橫梁則使用汰換鐵軌以加強屋頂結構，形成大跨距的廠房。整體建築高度22公尺，寬度24公尺，總長度168公尺，共達28個跨度，每個跨度相隔6公尺。屋頂採鋼筋混凝土結構，高度13.8公尺，加上太子樓高度為20.4公尺。
隨著電一工場和工機工場興建，南側機器工場的外牆則變成內牆，部分結構遭拆除，另些則改成圓孔花格磚牆。確保廠房內部擁有足夠採光，組立工場立面均安裝大面積玻璃窗。這些窗戶起初採嵌入式設計，但北側窗戶在經歷空襲和更換結構後則採用鋁窗或百葉窗至今。南側與電一工場相接處仍保留最初的鑄鐵窗。
機器工場在其最初的建成為「旋盤職場」，用途為蒸汽機車車輪鏇削工作，被視為組立工場的後勤部門。電一工場和工機工場位於機器工場南側，工作地點位於1970年代增建的二層樓廠房。電一工場的業務是維修電力車輛的電子設備，工機工場則負責修復全廠機械設備。

### 柴電工場

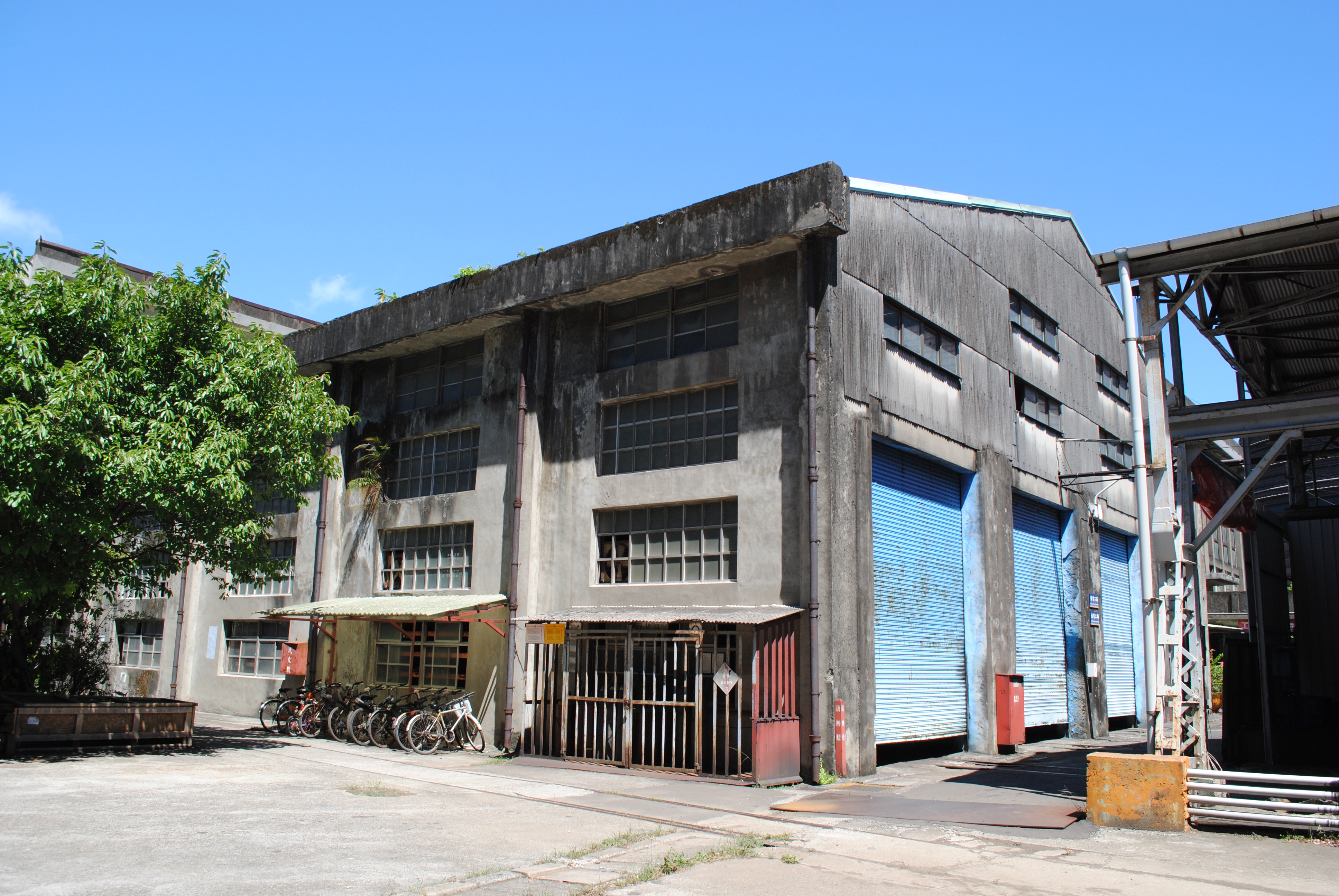
柴電工場外觀
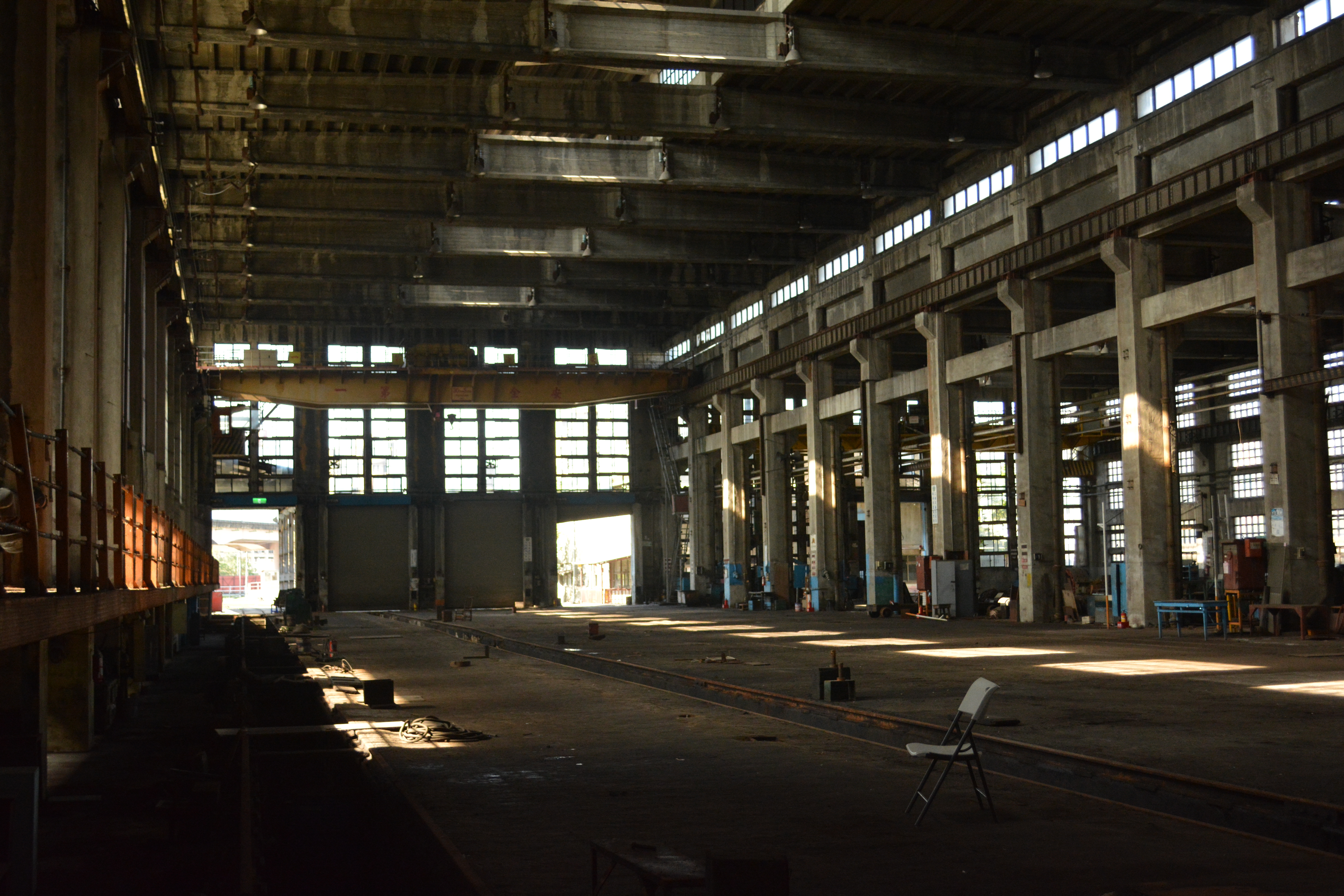
柴電工場一景
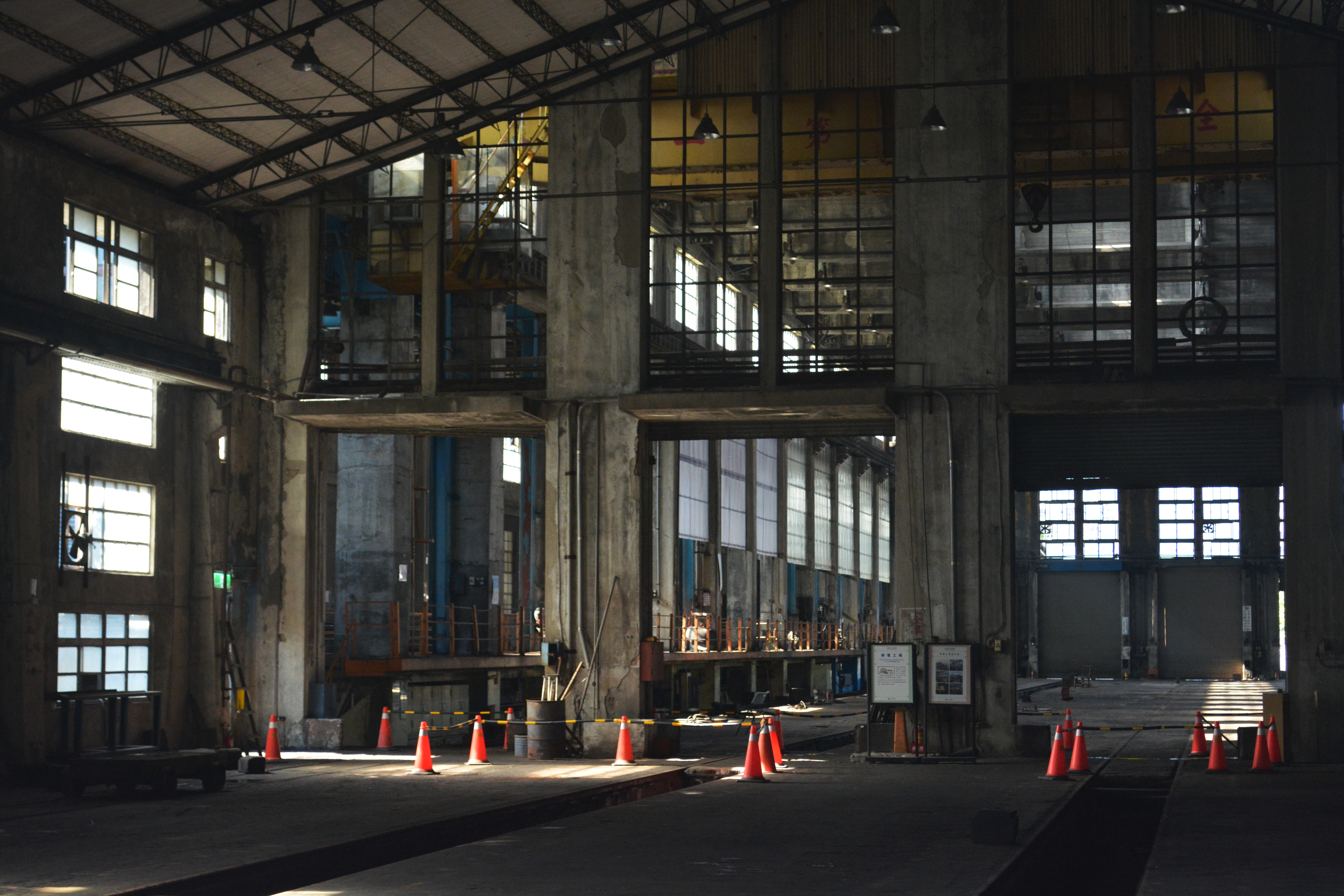
柴電工場一景
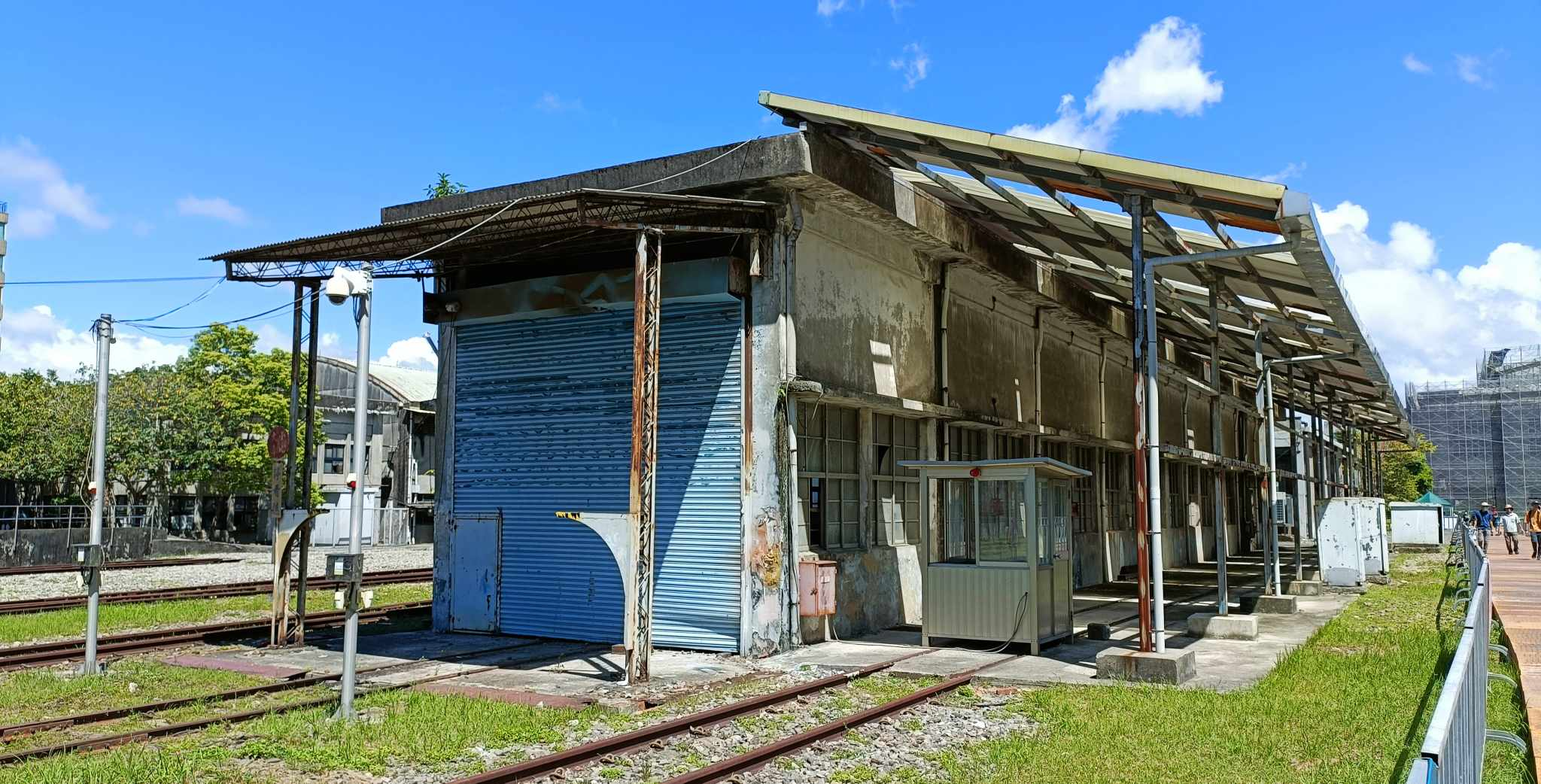
柴電油漆場
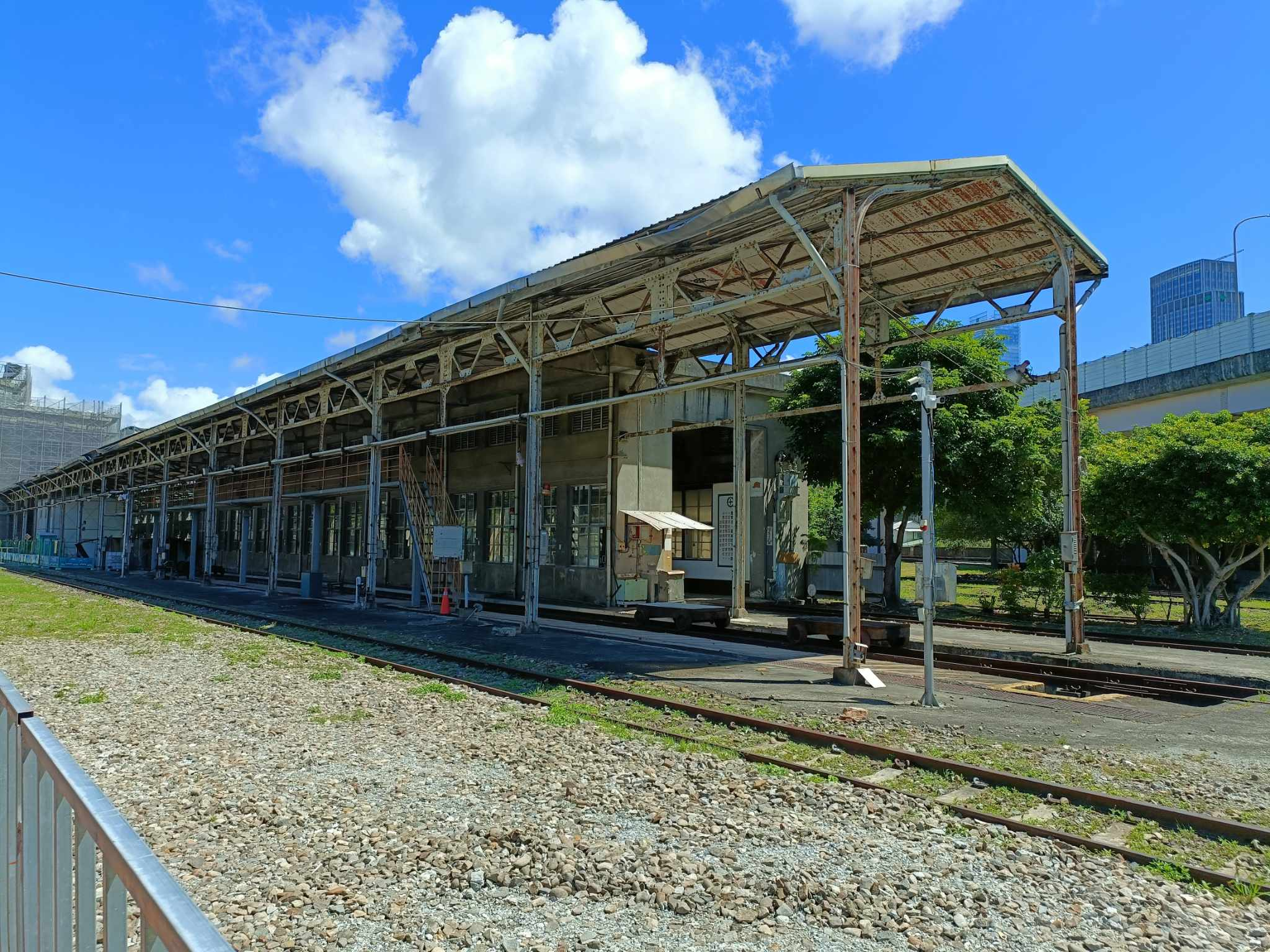
高壓室
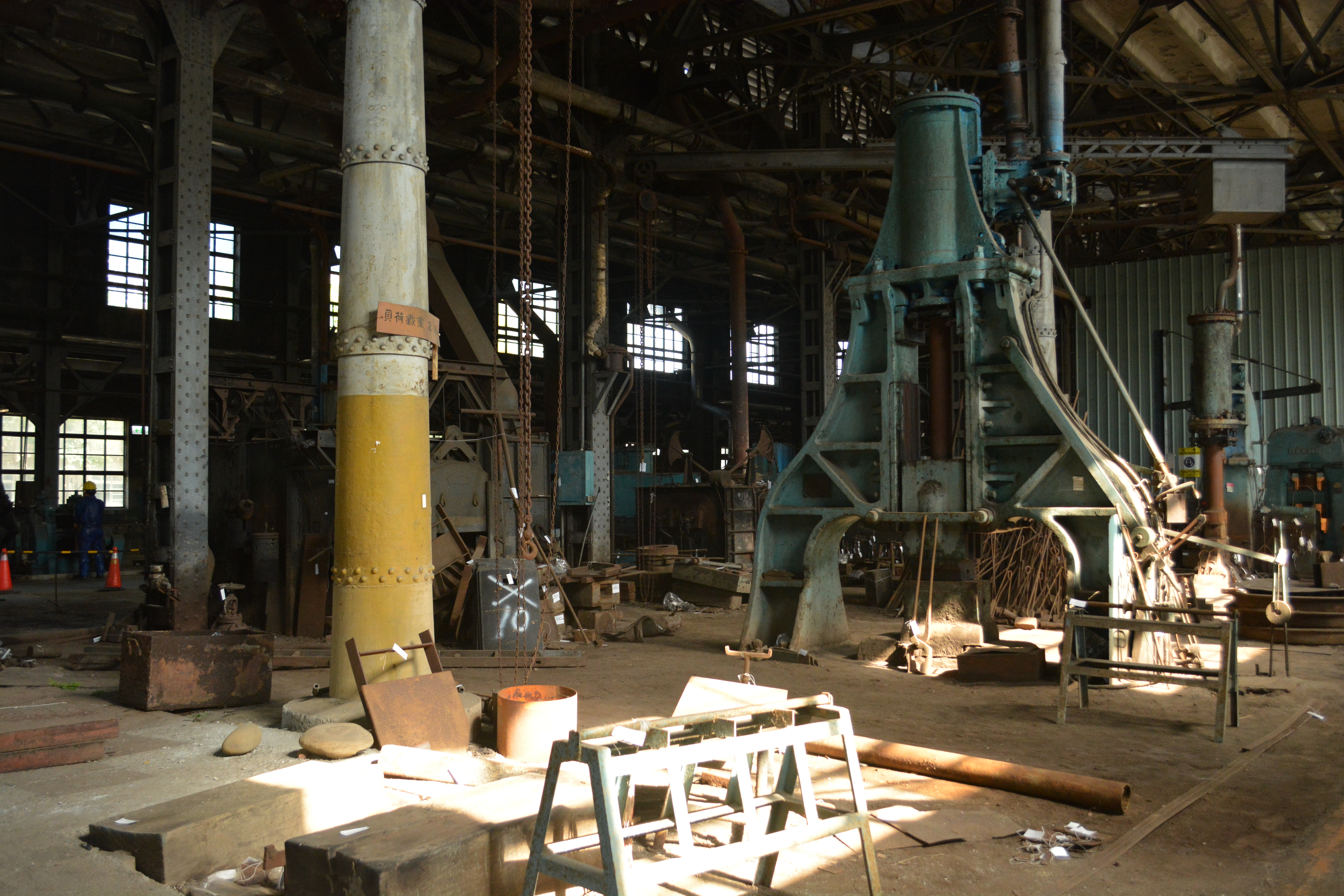
鍛冶工場一景
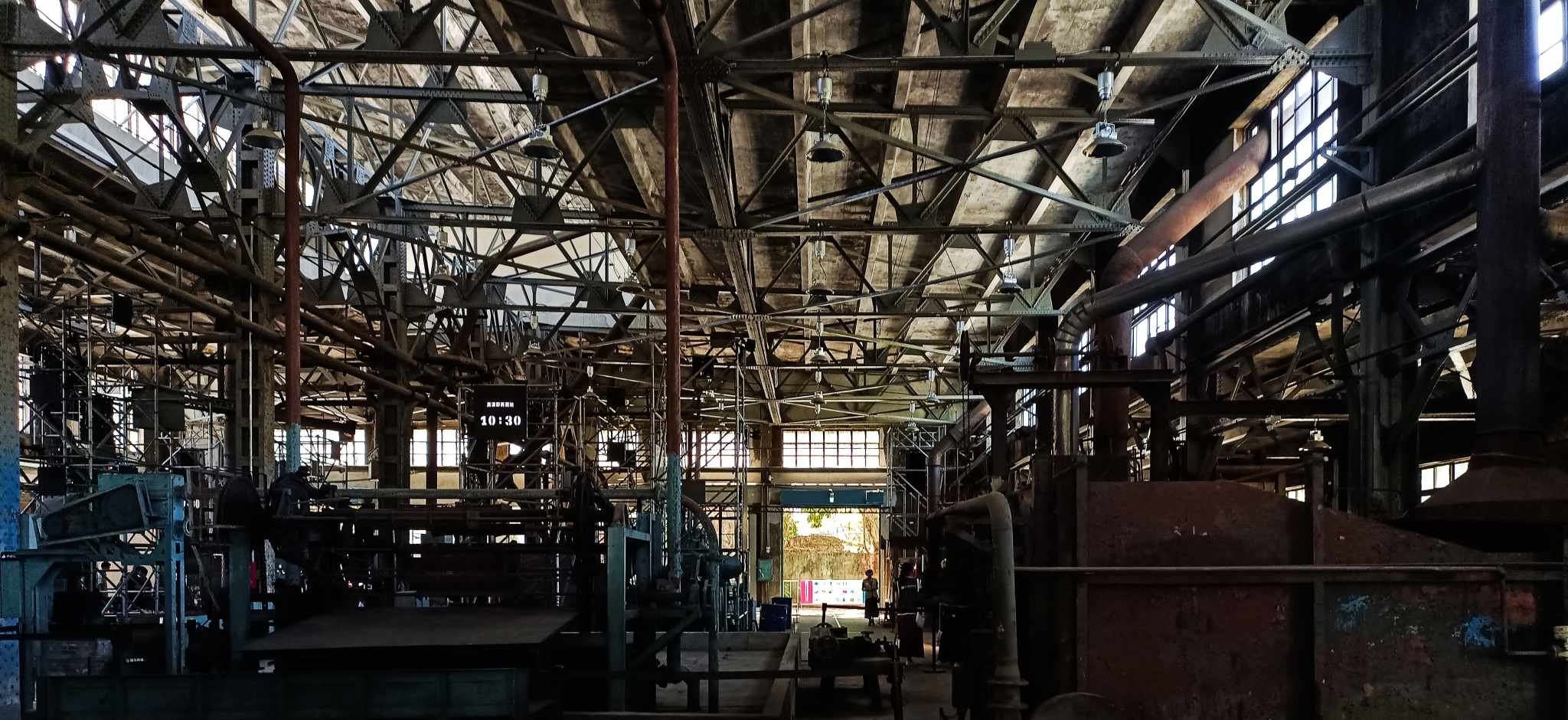
鍛冶工場一景

柴電工場是美援時期交通建設的代表案例。1958年，臺鐵以美援經費採購柴電機車R0型，並在隔年購入柴電機車R20和S200型。為應對檢修需求，機廠興建柴油車輛維修中心。考慮整體維修流程，設施安排在總辦公室西側區域，在拆除和遷建原有氧氣工場和技工養成所後。柴電工場於1962年完工，建築由大陸工程承攬，並設有柴電工場、內燃機工場、電二工場以及檢查線、氣軔室和辦公室等隔間。
柴電工場建築平面呈L型，建築橫跨四個跨距。兩個跨距使用預鑄預立樑，其餘採用鋼筋混凝土以支撐空間，屋頂以預鑄鋼筋混凝土蓋板拼接，底下結構分別採鋼筋預力混凝土梁。側面安裝鋼窗和木製百葉窗，牆體採用磚墻。
柴電工場共有四條股道用於車體分解、組裝和鈑金等作業。並設有檢修坑用於吊掛。南側設有股道檢查線，車輛進入工場時便在此處進行檢查並開立檢修單。當涉及到油箱焊補或清潔作業則在檢查線將柴油抽至油槽。維修後，車輛再次移到檢查線進行檢查。
由於維修增加使空間不足應付需求，1975至1976年，臺鐵在工場東側增建轉向架維修場。用於拆解和維修柴電機零件，轉向架則被送到維修場外的清洗場清洗。

### 原動室
原動室為提供機廠動力的核心設施，擁有鍋爐室及空壓機房，其主要業務包括蒸汽、压缩空气、引入外部電力，透過管路系統和電纜將電力分配到工場。建築為單層鋼骨鋼筋混凝土結構，內部共分為鍋爐室和原電室。為有效散熱，建築北側則配置氣窗、建築內設有運送煤炭的台車軌道。同時為有效排出煙氣，原動室南側建有45公尺的煙囪。臺鐵在1980年代改以重油作為燃料，由於蒸汽需求減少，遷廠前僅有蘇打池和員工澡堂使用蒸汽。

### 鍛冶工場
鍛冶工場是機廠內製造零件的主要部門，其業務範圍包括鍛件製造、熱處理、彈簧修製、試驗等工作。結構採用單層鋼骨鋼筋混凝土結構。為增強防火，地坪採用了以石炭殘渣、黏土和砂礫混合物所造的土床，每週需進行澆水和滾輪輾壓養護，減少黏土沾黏狀態。工場內最古老的設備為「台工145號」蒸汽鎚，由英國Barack Raph於1889年製造，其鑄鐵機身刻有「RIGBY S PATENT No.941 ENGINEERS GLASGOW 1889」的標記字樣。2020年2月，鍛冶工場進行修復工程，為廠區內最早修復的廠房建築之一。

### 鎔鑄工場
鎔鑄工場於1935年啟用，座落於機廠東北側。其業務為製造各種铸件，亦為車輛鋼體化後專職車體鋼造的場所。該建築為單層鋼骨鋼筋混凝土結構，太子樓中軸的高度為13.56公尺，南北側安裝了百葉窗，並配置多具通風設備加強散熱。
台鐵在1969年使用世界銀行貸款，在鎔鑄工場設置全自動鑄鐵閘瓦生產線。在1988年與製鋼工場合併成鎔製工場，原場地改為冷氣維修中心和軸承中心使用。

#### 木模間
木模間坐落鎔鑄工場東南側，最初被稱為木型職場，其主要功能是儲存大量的木模，並配置了貨物升降機以方便運輸。
機廠曾建立了一套管理系統以分類、儲存木模。因此木模的儲架區域被劃分為不同區段，每個區域則標記標示牌以記錄用途，從而使現在的木模保存估計約十萬件以上，包括蒸汽機車銘板、給水器、蒸汽閥以及其他來自不同產業、各種工場和機務段設備零件。

### 客車工場

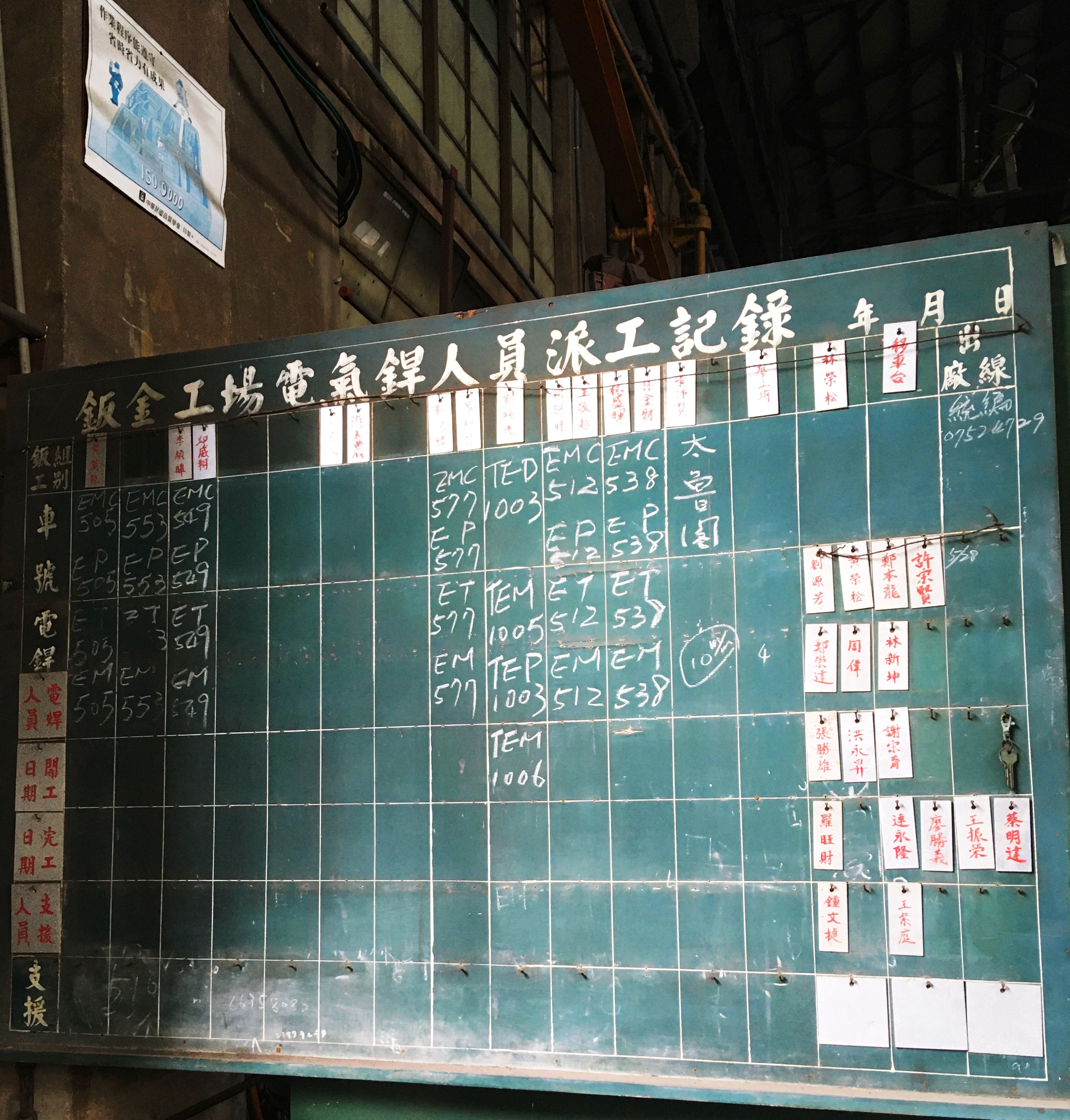
保存在鈑金工場裡的派工紀錄
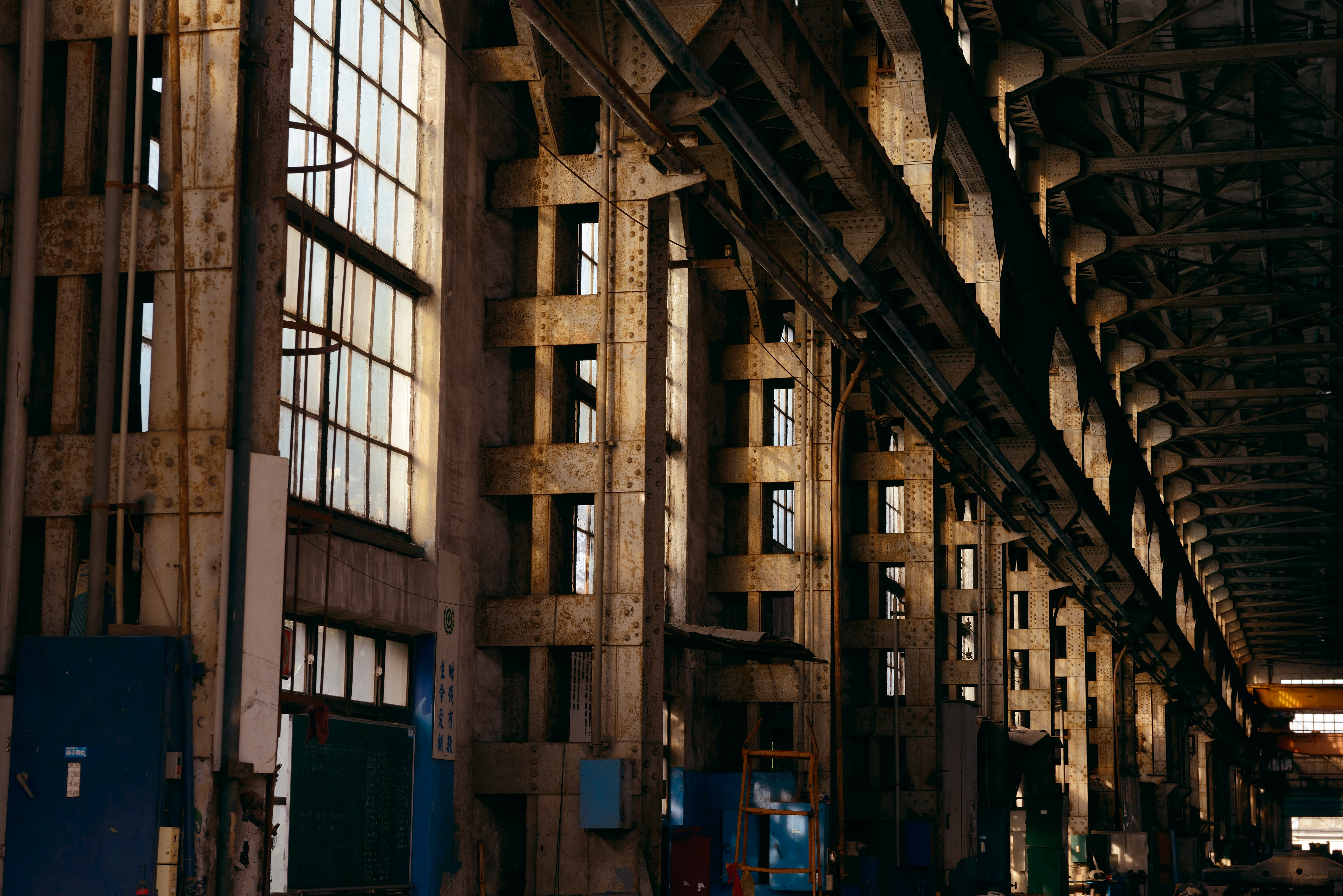
客車工場的鉚接鋼構結構
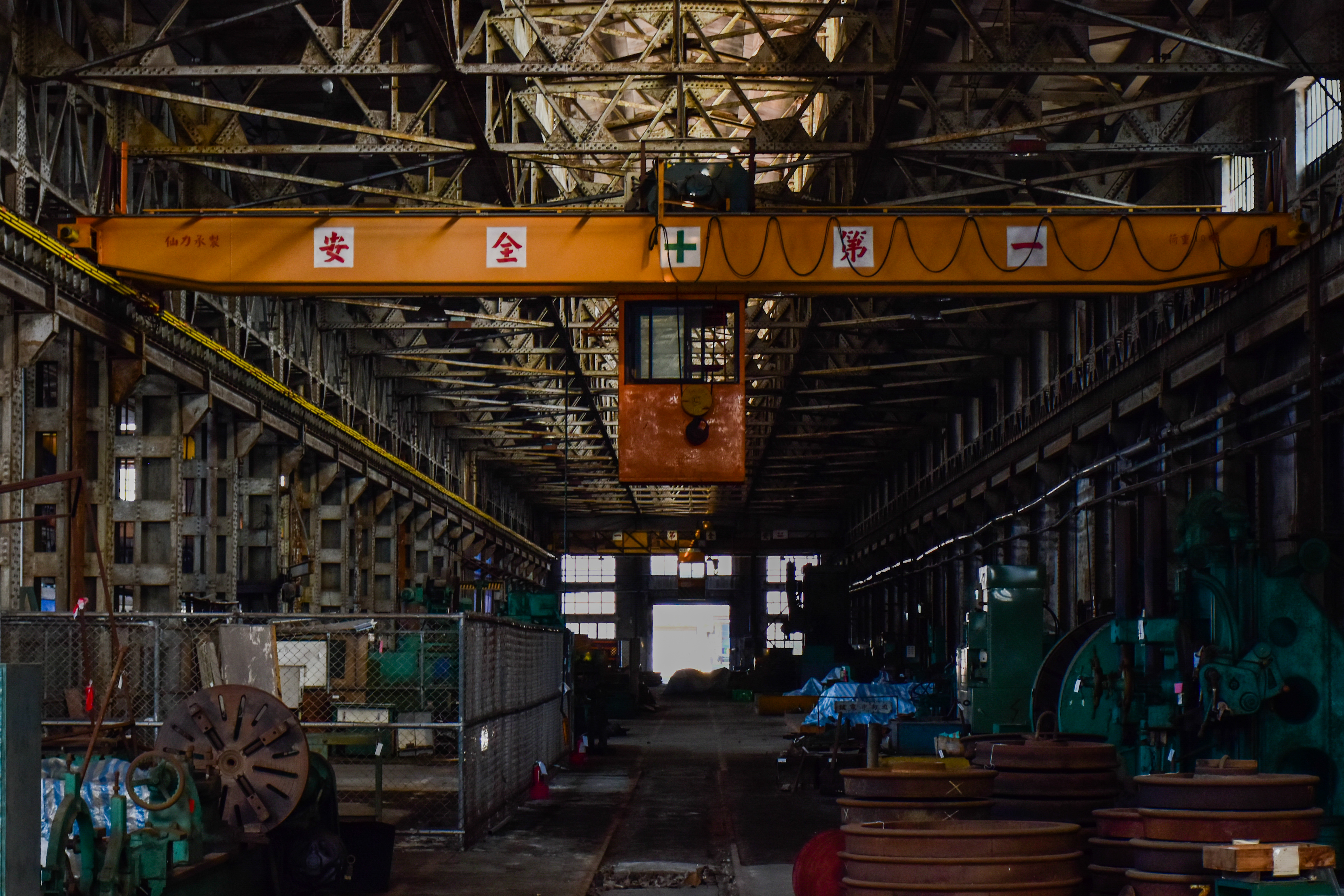
客車工場一景
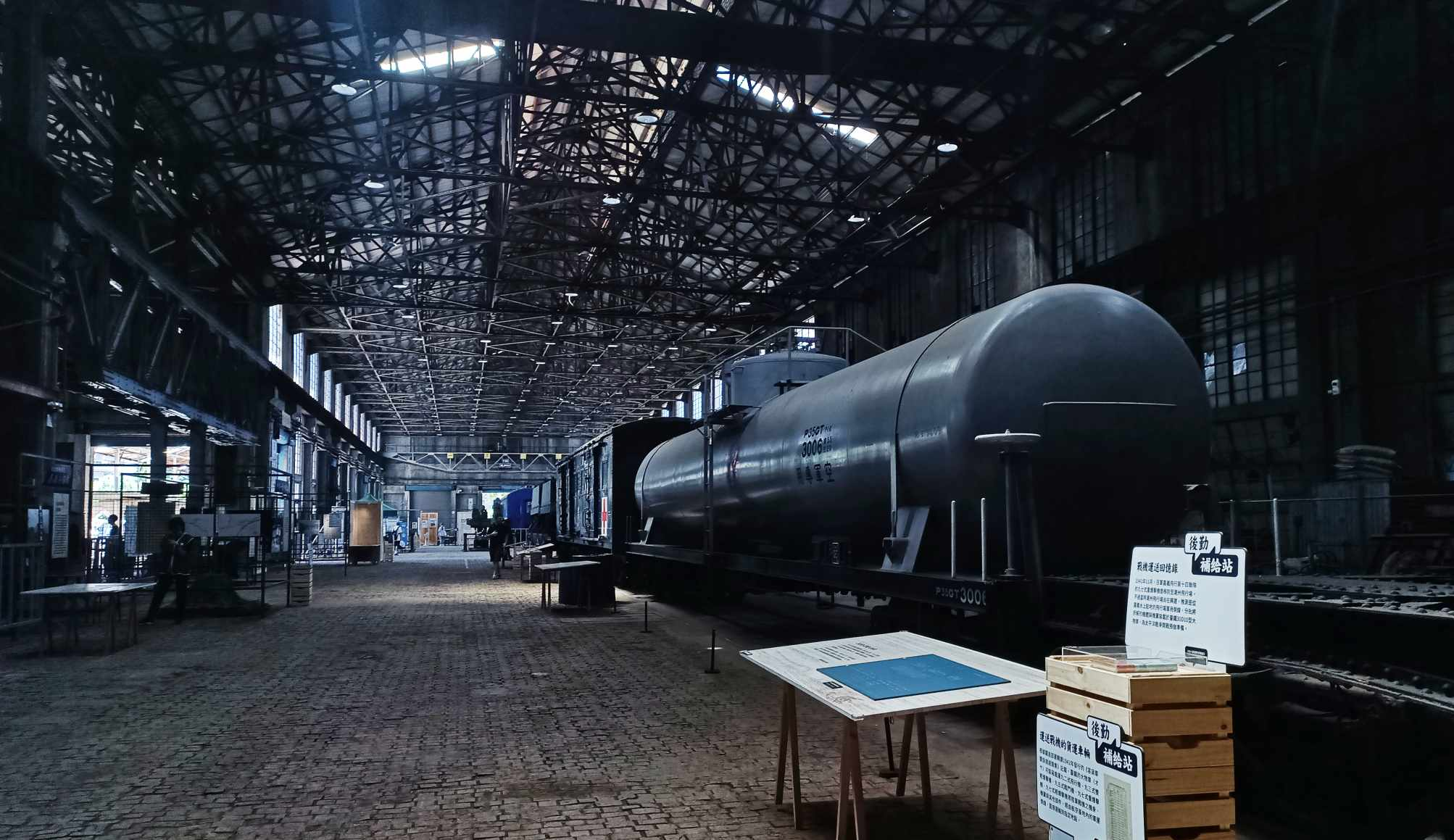
2023年的客車工場一景
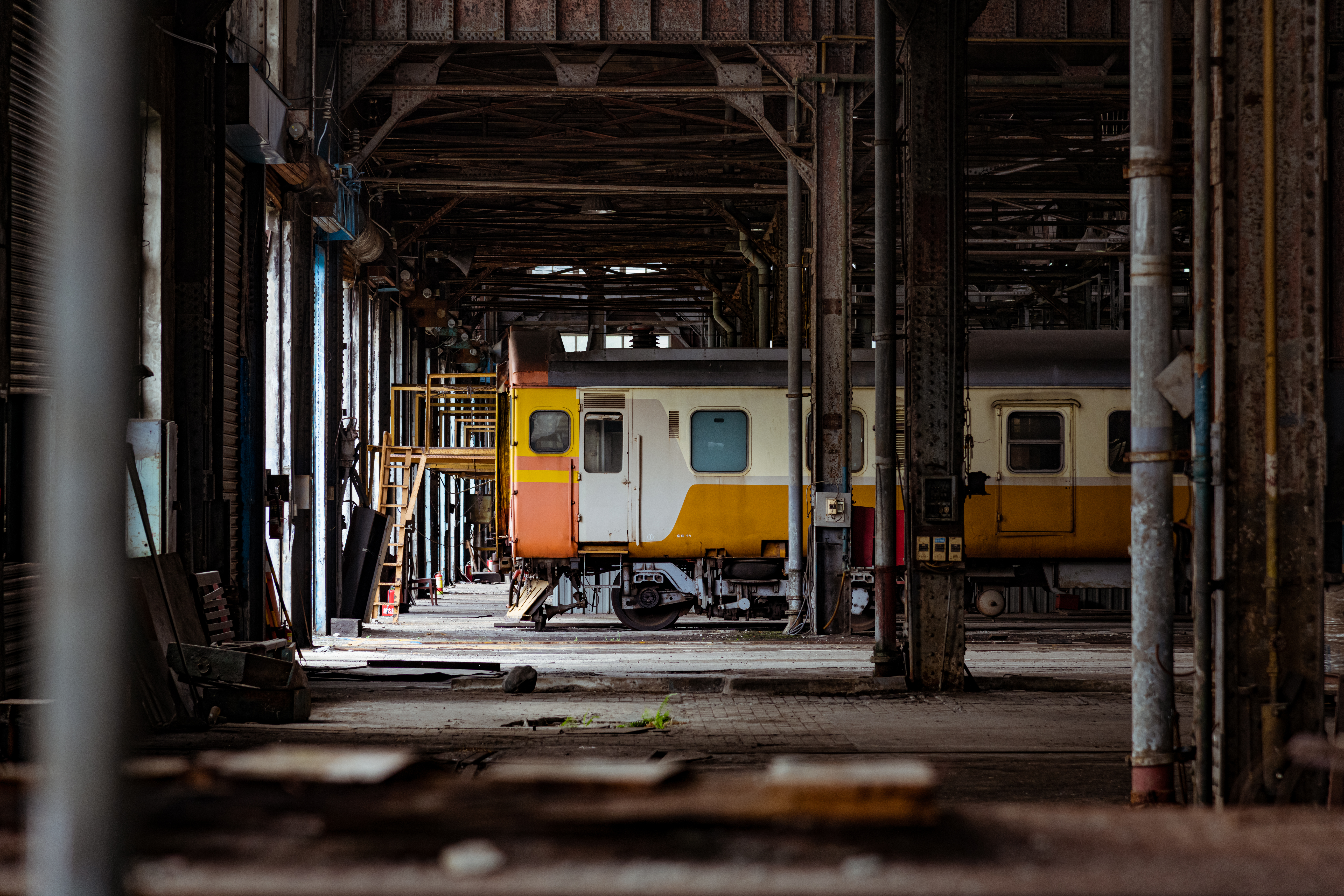
客車工場一景

客車工場為機廠占地最廣的建築群之一，分屬客車工場和新車工場。建築群在連棟廠房中根據原有設備進行分類，由客車工場、車架工場、車件工場、貨車工場、鈑金工場構成，昔日為進行客貨車輛維修業務的場所，並自完工後歷經數次擴建。
其中，客車工場位於廠區東南區域，於1935年啟用。建築採挑高鉚接鋼構，屋頂以鋼構陸屋頂和採光頂桁架構成。最初用以檢修木造客、貨車，戰後貨車維修業務於1953年轉交給高雄機廠，而原場地則轉為客車的鋼體改造、電聯車維修等。隨著業務轉全移至高雄機廠，工區業務則轉向電聯車維修。
2023年9月文博會期間，客車工場作為典藏車輛主要展場，開放部分車輛供民眾參觀，其中DR2303號藍皮柴油客車則提供試乘體驗活動。

#### 新車工場
1959年增建的新車工場位於客車工場西側，採鋼筋混凝土結構垂直支撐，屋頂以鋼桁架支撐。最初業務主要負責鈑金和焊接等工作，後曾負責進行外銷車輛的製作工作。由於車輛製造業務減少，1978年，新車工場改為鈑金工場，並整併全廠鈑金和焊接作業。
車架工場位於連棟建築最北側，最初職業務是製造客車、貨車車架及走行裝置。自1959年以來併入車件工場，業務範圍則包括車輪鏇削、壓製，轉向架檢修工作。

### 油漆工場
油漆工場位於廠區末端，於1935年啟用，最初用作塗工職場，主要業務為責客、貨車外觀的塗裝。該業務在後期採取外包形式，於1993年裁撤此連棟建築物還包括電機職場和縫工職場，專門負責維修客車內部設備。建築為單層鋼骨鋼筋混凝土結構。
電機工場位於北端，最初主要業務包括維修客車的電器設備如電燈、风扇。縫紉工場則負責製作客車內部的紡織品。1955年，縫紉工場轉型為維修柴油客車的內燃機工場。後在1962年併入電機工場。隨著電氣化引入，電機工場後更名為電三工場，負責維修電子設備。

### 露天吊車台

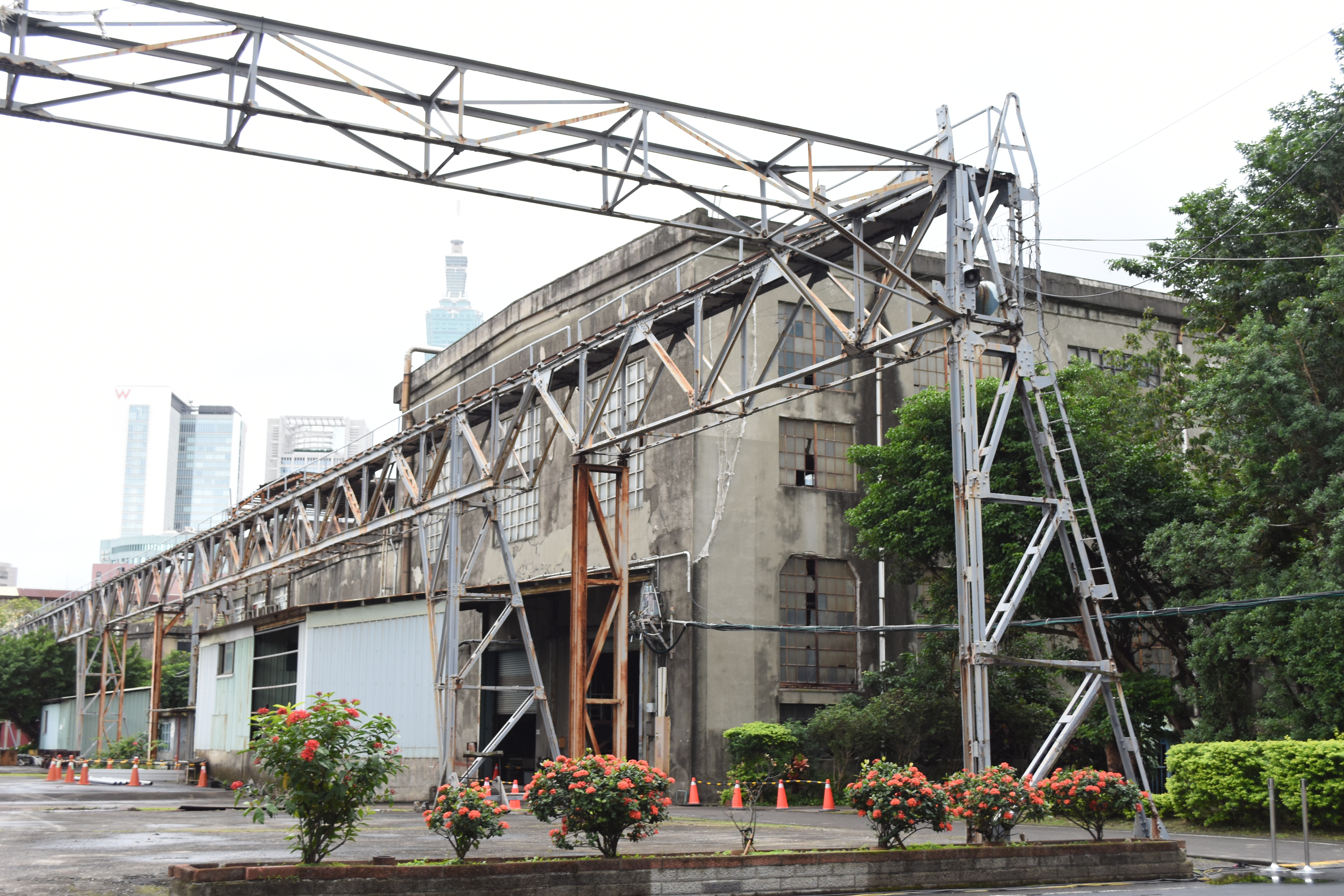
西露天吊車台
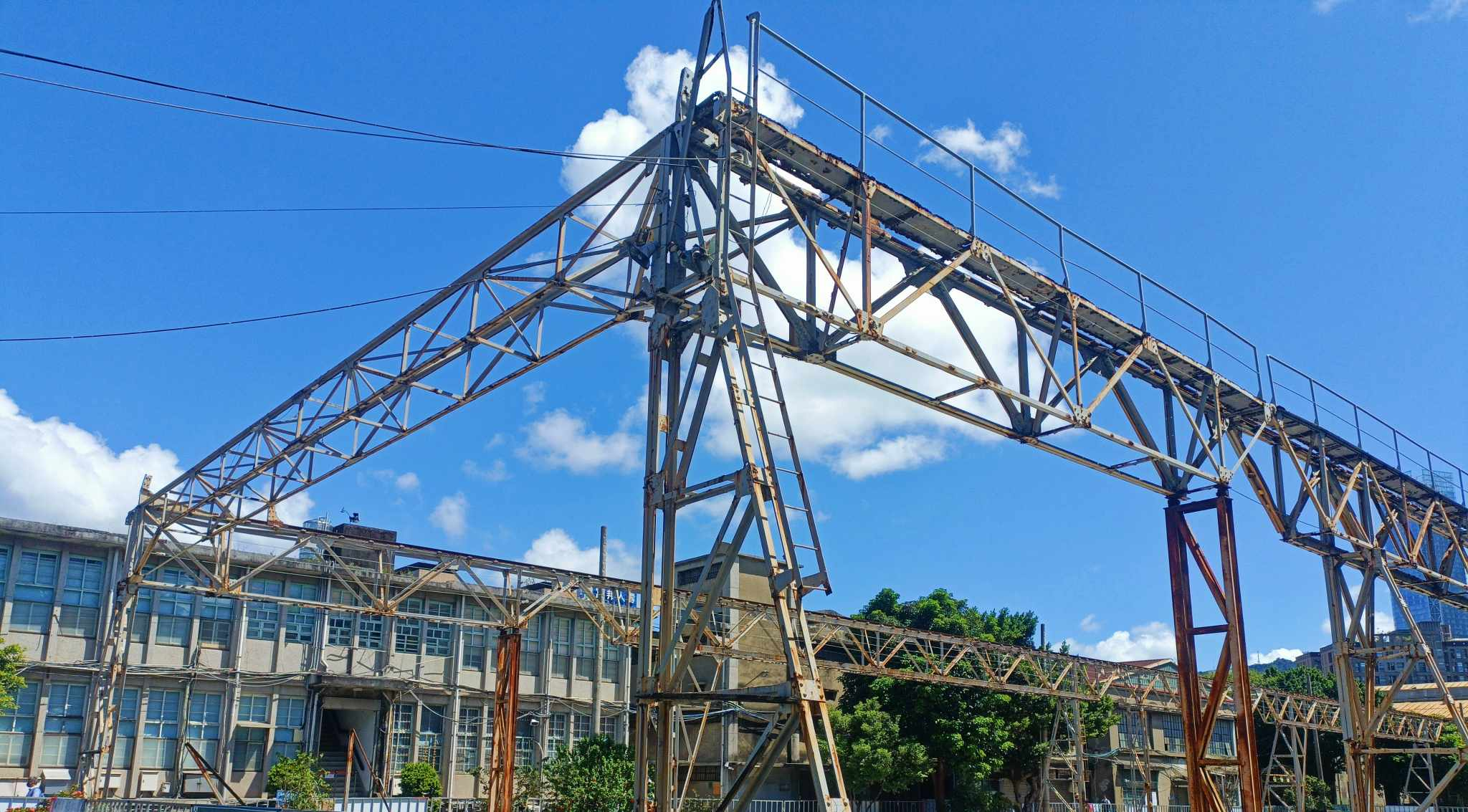
西露天吊車台
移車台
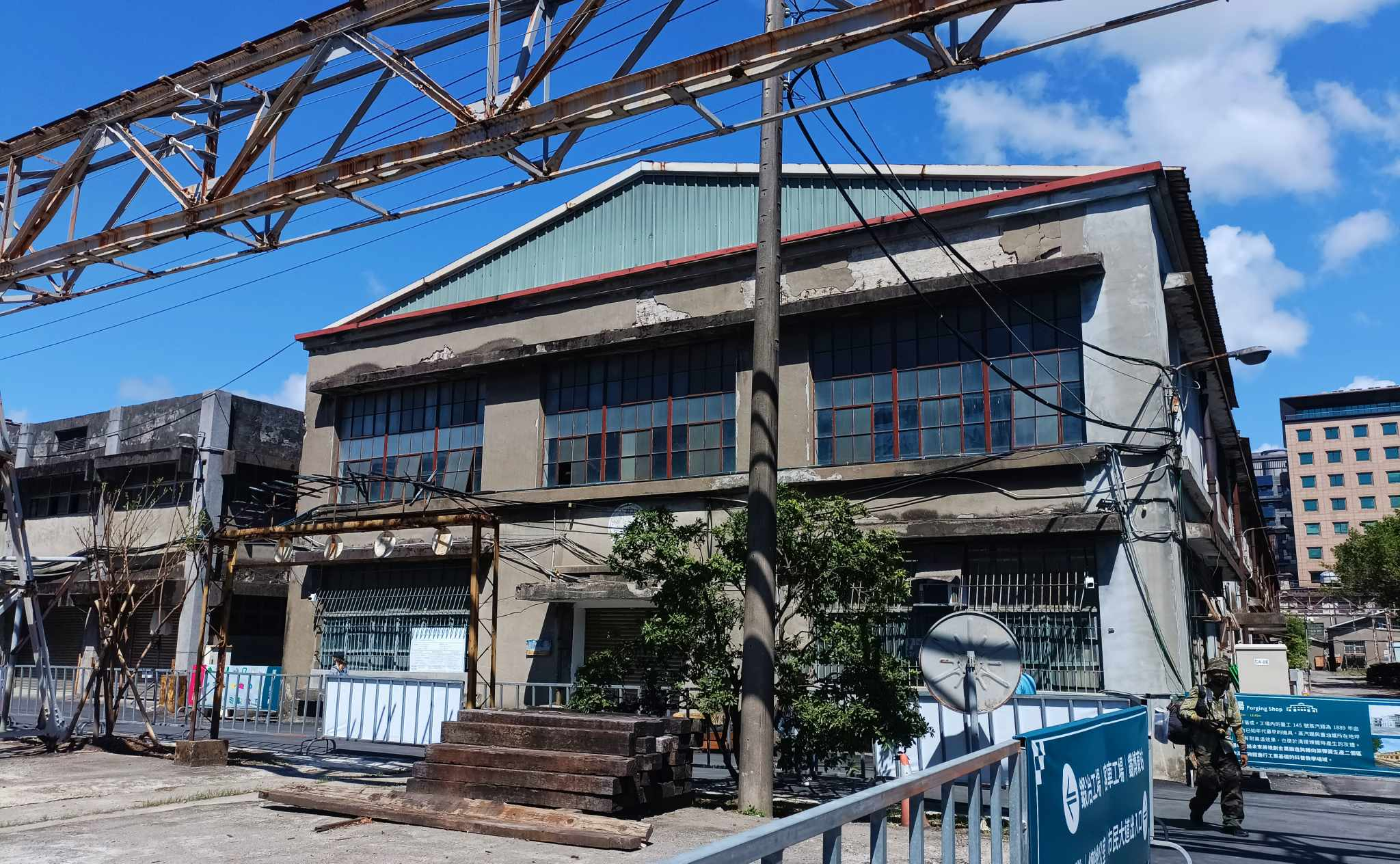
松山材料廠

露天吊車台分東、西兩座，類似夾娃娃機的概念，用來移動及搬運大型零件及設備，補足鐵軌的橫向移動量能

#### 移車台
為協調客車、油漆工場維修流程，機廠設有移車台。該系統位於兩排廠房之間，擁有自屬軌道系統作為載運平台使用，寬度5公尺，長度22.3公尺。該設施動力來自東側架空電線。若導電柱接觸到電線，則能輸送電力以啟動馬達，將車輛移動到下個維修工廠所在軌道。該設施結構包括兩輪軸，每個軸裝置八個車輪，台面中央設有單人操控室。承載能力達到45噸。並允許在有限的空間內平移，以便連接兩座工場的軌道。平台下方設有鐵軌以進行滑動運作。

### 松山材料廠
松山材料廠位於車件工場北側，最初作為材料倉庫使用。建築高度約11.21公尺，最初採用平屋頂結構，後來經過改建採山形屋頂。後期則另外新建三座倉庫擴大規模。
松山材料廠於1948年成立，起初隸屬材料處，組織架構內最初設有審核股及料務股，後進行調整改為收發股、料帳股以及搬運股等部門，並負責廠內外的材料配給以及相關文書記錄工作。後逐漸改為獨立部門以確保生產所需材料供應。包括採購、驗收、儲存和保管，隨後由機廠或其他相關部門領取以滿足維修需求。遷廠前，材料廠的名稱經過一次變更，更名為北區供應廠。

## 鐵路運轉

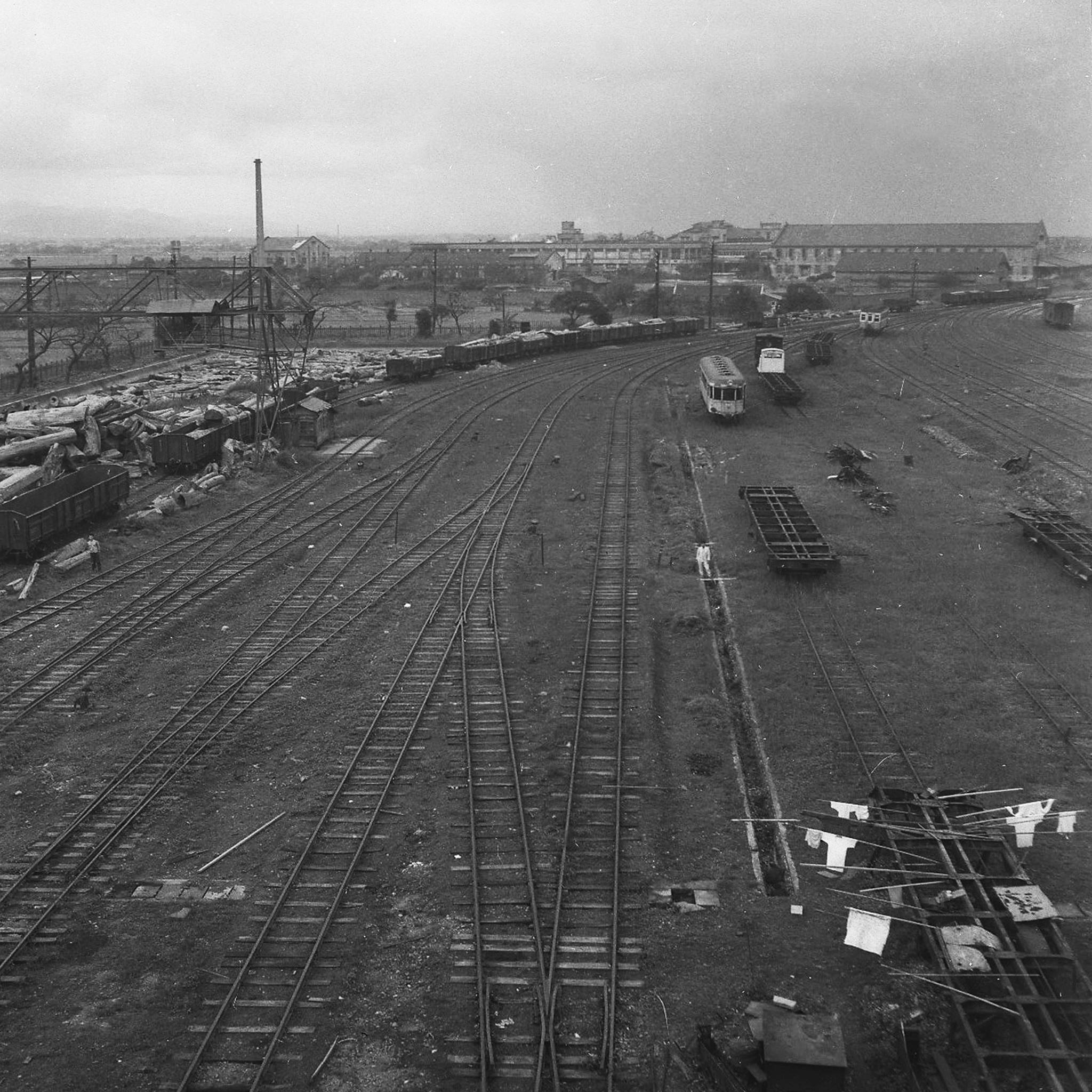
戰後初期時的臺北機廠線
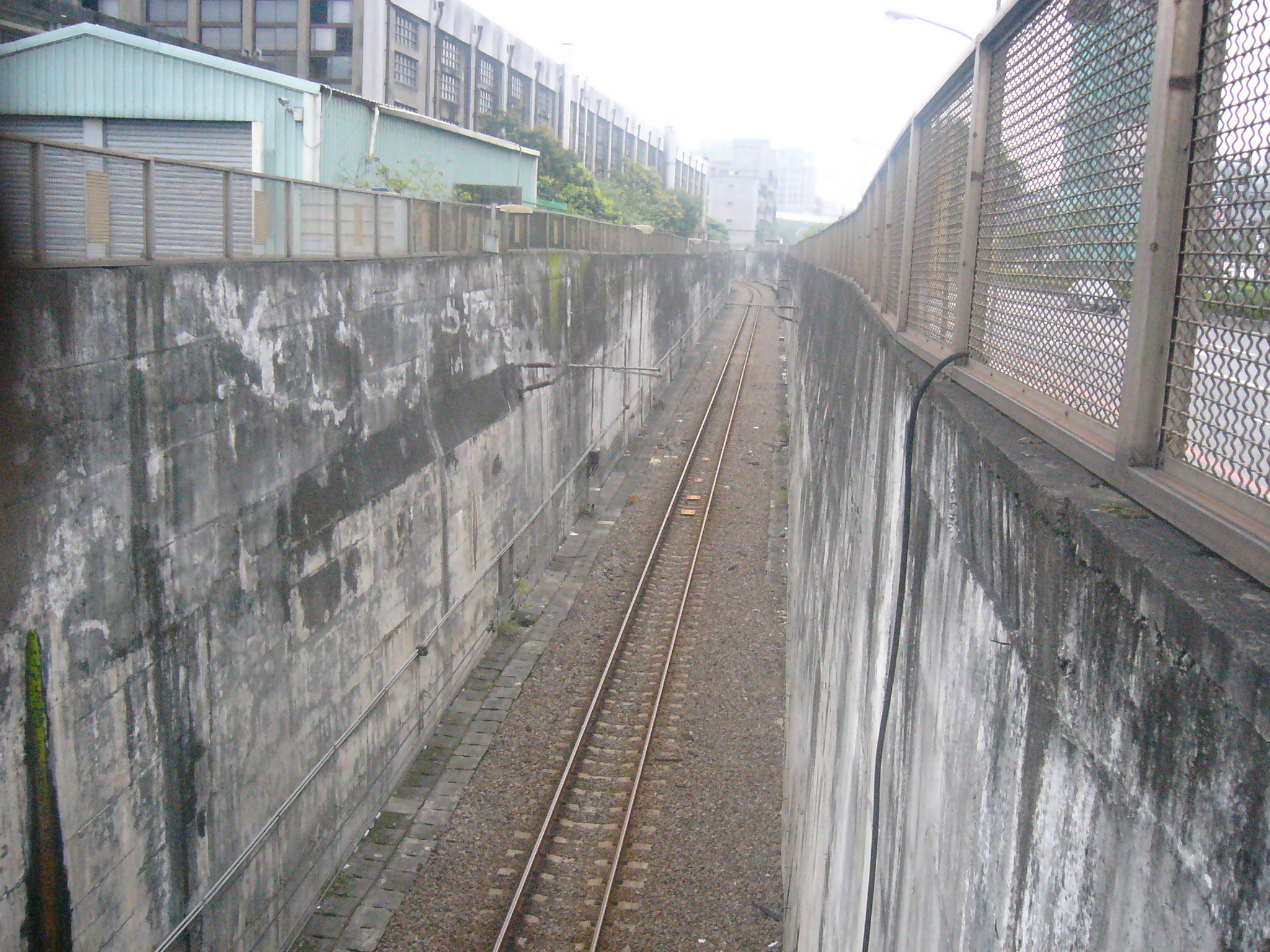
現已不存的臺北機廠側線，位於機廠正門的右邊，曾是鐵路車輛進出機廠的主要出入口

在縱貫線臺北與松山區間地面四線時期，其最南側一線為華山站管理之站外側線，並被稱為臺北機廠側線；華山站主要站外專用側線都是由此線分出。
在廠區外圍設有員工車站（無正式站名，內部稱「臺北機廠前」），平常工作日有兩班通勤電聯車供員工上下班搭乘；離開機廠的列車也需在此等候調度；往松山站方向則進入地下段路線，可經由路線出土段至松山站，由松山站行車控制室管制發車。
在2010年代初期，廠區路線為縱貫線汐科（不含）＝板橋地下化區間中唯一地面軌道區間，並於至臺北站方向設有折返線，以供列車折返進入廠區（由於設有此一折返線，一列推拉式自強號列車維修或改裝需分二至三次完成）。
2012年1月31日，臺北機廠與松山站間的連絡線（機廠側線）正式停用並拆除。

### 鄰近車站
- 廢止營運模式

## 復軌計畫
臺北機廠西側的進廠鐵軌—中央運轉線，在北廠確認遷移後於2012年斷軌，同時西宿舍也和北廠分離，之後規劃為通往松山文創園區停車場的道路，就當時來看是合適的發展，但對於現在鐵博內典藏的車輛移動來說就非常困難了。鐵道車輛的前進，都是仰賴鐵軌，加上轉轍器的協助就能夠增加橫向量能移動至另一條軌道，縱貫線臺北市區段平面運作時期，由縱貫線延伸的進廠中央線分出了30條維修線（後來縮減為24條），列車進出維修保養和車廂的分開會合都是依靠著這條線運行。鐵博籌備處成立後一直非常積極和臺北市政府溝通，期望恢復中央運轉線，一來能夠貫徹「活的鐵道博物館」，將來園區內的列車能經由這條中央運轉線變換位置展示，而目前典藏車輛的平行移動需委託民間公司使用吊車；二來臺北市內曾經有過的鐵路平交道將能夠在此地重現。2021年11月11日，北市政府交通局終於招開第一次的說明會，不過被有條件的綁定在大巨蛋的計畫裡，松山文創園區附近的居民樂見復軌，但也反對新蓋的路要從北廠南側通過，會議無結果。2023年文博會期間，西宿舍區已整地完畢。

## 引用、附註及參考
註釋
1. ↑  位於當時的華山車站與松山車站之間，即今日的松山文創園區與松山高中旁，現屬信義區。
2. ↑  此專案已經於2021年完成，成果可見
3. ↑  實際為167.7公尺，只是北廠員工均稱168公尺。
4. ↑  本線直通的北廠員工專列最後為上午2506B-2511A次，及下午2720B-2539A次，之後改為單組EMU100或三組EMU300擔任

來源
1. 1 2  . 文化部. 2019-09  [2023-10-17].
2. ↑  . 國家鐵道博物館籌備處.   [2023-09-29]. （原始内容存档于2023-12-09） （中文（臺灣））.
3. ↑  . 2020-11-30  [2020-11-30]. （原始内容存档于2022-07-02） （中文）.
4. 1 2 3 4 5 6 7 8  盧家珍. . 臺北市: 交通部臺灣鐵路管理局. 2016-09-01: 72. ISBN 9789860497687.
5. 1 2 3 4 5 6 7 8 9  古庭維、田耘昇、陳家豪、童振疆、黃智偉. . 臺北市: 國家鐵道博物館籌備處. 2020-12-01: 296. ISBN 9789865321444 （中文）.
6. ↑  羅世松. . 桃園市: 中原大學建築研究所. 2012-01.
7. ↑  （繁體中文）卓銀永、柏雅馨、卓盈劭. . . 台灣鐵路管理局. : 61–78  [2020-08-09]. ISSN 1011-6850. （原始内容存档于2020-10-17）.
8. ↑  ,   [2013-10-01], （原始内容存档于2022-06-25） （中文）
9. ↑  ,   [2022-06-12], （原始内容存档于2022-06-23） （中文）
10. ↑  最初計畫遷至臺中市大肚區大肚調車場，後亦曾計畫將之轉移至甫新建完工之七堵調車場或池上車站附近，不過計畫均未付諸實行。
11. ↑  曾鴻儒. . 自由時報. 2008年10月6日  [2008年10月6日]. （原始内容存档于2008年10月9日）.
12. ↑  洪致文⊙鐵道時光‧氣象時間：用文化創意保存台北機廠 （页面存档备份，存于）
13. ↑  臺北市政府文化局. 臺鐵臺北機廠再開發計畫案
14. ↑  石文南. . 中時新聞網. 2013-12-07  [2013-12-07]. （原始内容存档于2022-07-11）.
15. ↑  陳思豪. . 蘋果新聞網. 2014-09-25  [2014-09-25]. （原始内容存档于2022-07-02）.
16. ↑  交通新聞稿. 靚‧北廠－103年臺北鐵道文化節 （页面存档备份，存于）
17. ↑  劉奕霆. . 新頭殼newtalk. 2014-09-25  [2014-09-25]. （原始内容存档于2022-07-09）.
18. ↑  編輯部. . 自由時報. 2015-03-15  [2015-03-15]. （原始内容存档于2022-07-03）.
19. ↑  文化部文化資產局. . 文化部文化資產局國家文化資產網. 2015-04-15  [2023-10-02]. （原始内容存档于2020-11-12）.
20. ↑  嚴文廷. . 鏡週刊. 2017-02-17  [2017-02-17]. （原始内容存档于2022-07-01）.
21. ↑  . 國家鐵道博物館籌備處. 2020-09-03  [2023-09-29]. （原始内容存档于2023-10-05） （中文（臺灣））.
22. ↑  林宜珍. . 博物館學季刊-第34卷第4期. 國立自然科學博物館. 2020-10-01.
23. ↑  .   [2022-06-29]. （原始内容存档于2022-07-02）.
24. ↑  楊竣傑. . 今週刊. 2019-11-13  [2019-11-13]. （原始内容存档于2022-07-09）.
25. ↑  . 國家鐵道博物館籌備處. 2023-05-22  [2023-09-29]. （原始内容存档于2023-10-05） （中文（臺灣））.
26. ↑  . 國家鐵道博物館籌備處.   [2023-09-29]. （原始内容存档于2023-10-05） （中文（臺灣））.
27. ↑  趙靜瑜. . 中央社 CNA. 2023-09-21  [2025-07-08] （中文（臺灣））.
28. ↑  王寶兒. . 中央社 CNA. 2023-09-08  [2025-07-08] （中文（臺灣））.
29. ↑  中央通訊社. . 中央社 CNA. 2025-06-30  [2025-07-08] （中文（臺灣））.
30. ↑  . shoppingdesign.   [2025-07-08] （中文（臺灣））.
31. ↑  陳伯遼. . 台灣: 臺灣鐵路管理局. 1972: 92–93。.
32. ↑  .   [2013-03-27]. （原始内容存档于2019-05-02）.
33. ↑  廠區建築介紹 （页面存档备份，存于）臺北機廠鐵道博物館園區預定地。
34. ↑  國家鐵道博物館籌備處.鐵博願景 （页面存档备份，存于）
35. ↑  林燕如. . 我們的島. 2012-09-10  [2023-09-28]. （原始内容存档于2023-09-28） （中文（繁體））.
36. ↑  . 國家鐵道博物館籌備處.   [2023-09-28]. （原始内容存档于2023-06-09）.
37. ↑  陳順惠; 邱韻祥; 王珍珊. . 國家鐵道博物館籌備處. 2023-06  [2023-10-17]. ISBN 9789865328382. （原始内容存档于2023-10-23）.
38. 1 2  中央通訊社. . 中央社 CNA. 2019-06-10  [2023-09-28]. （原始内容存档于2023-09-28） （中文（臺灣））.
39. ↑  李品寬. . 國立臺灣師範大學臺灣史研究所. 2009-08  [2022-10-30]. （原始内容存档于2022-10-30）.
40. ↑  盧家珍. . 交通部臺灣鐵路管理局. 2016-12  [2023-10-17]. ISBN 9789860497687. （原始内容存档于2023-05-07）.
41. ↑  . 國家鐵道博物館籌備處. 2021-06-10  [2023-09-28]. （原始内容存档于2023-12-09） （中文（臺灣））.
42. ↑  簡立欣. . 中時電子報. 2022-10-30  [2023-09-28]. （原始内容存档于2023-09-28） （中文（臺灣））.
43. ↑  陳心瑜. . 自由時報. 2022-10-30  [2023-09-28]. （原始内容存档于2023-09-29） （中文（臺灣））.
44. ↑  . 國家鐵道博物館. 2023-03-02  [2023-09-29]. （原始内容存档于2023-10-05） （中文（臺灣））.
45. ↑  王惠敏、蔡希宏. . 華視新聞網.   [2023-09-28]. （原始内容存档于2023-09-29） （中文（臺灣））.
46. ↑  . news.ltn.com.tw. 2015-03-15  [2023-09-28]. （原始内容存档于2023-09-28） （中文（臺灣））.
47. ↑  何定照. . 聯合報數位版.   [2023-09-28]. （原始内容存档于2023-09-28） （中文（臺灣））.
48. ↑  洪健倫、鄭景雯. . 中央通訊社. 2019-11-03  [2023-09-28]. （原始内容存档于2023-09-28） （中文（臺灣））.
49. ↑  董柏廷. . 自由時報. 2023-09-25  [2023-11-08]. （原始内容存档于2023-09-28） （中文（臺灣））.
50. 1 2  . 台灣: 臺北機廠檔案室. 1953.
51. 1 2 3 4 5  . 國家鐵道博物館籌備處. 2021-03-29  [2023-09-28]. （原始内容存档于2023-10-05） （中文（臺灣））.
52. ↑  許伯崧. . 鳴人堂. 2017-10-30  [2023-09-28]. （原始内容存档于2023-09-28） （中文（臺灣））.
53. 1 2 3 4  . 國家鐵道博物館籌備處. 2021-03-29  [2023-09-28]. （原始内容存档于2023-12-09） （中文（臺灣））.
54. 1 2  .   [2023-09-28]. （原始内容存档于2023-09-29）.
55. ↑  . 台灣: 臺北機廠圖室藏.
56. ↑  . 國家鐵道博物館籌備處. 2021-03-29  [2023-09-28]. （原始内容存档于2023-10-05） （中文（臺灣））.
57. ↑  . 國家鐵道博物館籌備處. 2022-04-28  [2023-09-28]. （原始内容存档于2023-10-05） （中文（臺灣））.
58. 1 2  .   [2023-09-28]. （原始内容存档于2023-10-02） （中文（臺灣））.
59. ↑  張卓如. . 兩岸犇報. 2018-02-02  [2023-09-28]. （原始内容存档于2021-01-16） （中文（臺灣））.
60. ↑  . 國家鐵道博物館. 2021-03-29  [2023-09-28]. （原始内容存档于2023-12-09） （中文（臺灣））.
61. ↑  . 國家鐵道博物館籌備處. 2021-03-29  [2023-09-28]. （原始内容存档于2023-12-09） （中文（臺灣））.
62. ↑  . 國家鐵道博物館籌備處. 2022-03-08  [2023-09-28]. （原始内容存档于2023-09-29） （中文（臺灣））.
63. 1 2 3  . 國家鐵道博物館籌備處. 2021-03-29  [2023-09-28]. （原始内容存档于2023-10-05） （中文（臺灣））.
64. ↑  臺灣鐵路管理局. . 台灣: 臺北機廠文物室. 1974.
65. ↑  王寶兒. . 中央社 CNA. 2023-09-14  [2023-09-28]. （原始内容存档于2024-02-10） （中文（臺灣））.
66. ↑  陳宛茜. . 聯合新聞網.   [2023-09-28]. （原始内容存档于2024-02-10） （中文（臺灣））.
67. ↑  中華民國文化部. . memory.culture.tw.   [2023-09-28]. （原始内容存档于2023-09-28） （中文（臺灣））.
68. ↑  中華民國文化部. . memory.culture.tw.   [2023-09-28]. （原始内容存档于2023-09-28） （中文（臺灣））.
69. 1 2  . 國家鐵道博物館籌備處. 2021-03-29  [2023-09-28]. （原始内容存档于2023-09-29） （中文（臺灣））.
70. 1 2  . 國家鐵道博物館籌備處. 2021-03-29  [2023-09-28]. （原始内容存档于2023-12-09） （中文（臺灣））.
71. ↑  . 國家鐵道博物館籌備處. 2021-03-29  [2023-09-28]. （原始内容存档于2023-10-05） （中文（臺灣））.
72. 1 2  . 國家鐵道博物館籌備處. 2021-03-29  [2023-09-29]. （原始内容存档于2023-12-09） （中文（臺灣））.
73. ↑  《臺灣省政府交通處鐵路管理局檔案》. . 台灣: 檔案管理局所藏臺北機廠檔案. 1948-01-03.
74. ↑  鄭景雯. . 中央社. 2015-03-15  [2023-10-03]. （原始内容存档于2023-10-05）.
75. ↑  蔡亞樺. . 自由時報. 2021-11-11  [2021-11-11]. （原始内容存档于2022-07-02） （中文）.
76. ↑  . 臺北市政府交通局. 2021-11-02  [2021-11-02]. （原始内容存档于2022-07-02） （中文）.
77. ↑  . 國家鐵道博物館籌備處. 2020-11-03  [2020-11-03]. （原始内容存档于2022-07-06） （中文）.

## 外部連結
- 臺北機廠鐵道博物館園區 （页面存档备份，存于）
- 補建官網：國家鐵道博物館籌備處 （页面存档备份，存于）國家鐵道博物館籌備處
- 《鐵路局臺北機廠歷史與其鐵道產業文化資產之基礎研究》 （页面存档备份，存于）
- 臺北機廠遷建建設計畫 - 交通部臺灣鐵路管理局
- 台北機廠文史守護聯盟網站 （页面存档备份，存于）
- 《國定古蹟臺北機廠修復及再利用計畫成果報告書》 （页面存档备份，存于）

25°02′46″N 121°33′48″E / 25.0461262°N 121.5633651°E